# زمالة ماك آرثر
زمالة ماك آرثر أو برنامج زمالة ماك أرثر هي جائزة تمنحها مؤسسة جون د. وكاثرين ت. ماك أرثر سنويًا للإبداع الاستثنائي في مختلف المجالات، وللقدرة الملحوظة على التوجيه الذاتي، ويُشترط أن يكون الحاصلون على الجائزة مواطنون أو مقيمون في الولايات المتحدة الأمريكية.
لا تُعتبر زمالة ماك أرثر، وفقاً لموقع مؤسسة ماك أرثر على الشبكة العنكبوتية، مكافأة على الإنجازات السابقة للشخص، ولكن تُعتبر بمثابة استثمار في الشخص المبدع، ودعم لإمكاناته.
تبلغ قيمة جائزة زمالة ماك أرثر في الوقت الحالي 625 ألف دولاراً أمريكيّاً تدفع على مدى خمس سنوات على هيئة أقساط ربع سنوية. كانت قيمة جائزة زمالة ماك أرثر تُقدر بحوالي 500 ألف دولاراً أمريكيّاً إلى أن تمت زيادة قيمتها في إصدار عام 2013 من برنامج الزمالة.
أنشئت جائزة زمالة ماك أرثر في عام 1981، ومنذ ذلك الوقت بلغ عدد الحاصلين على زمالة ماك أرثر 942 شخصًا تتراوح أعمارهم من 18 إلى 82 عامًا. وتُعد الجائزة واحدة من أهم الجوائز التي لا ترتبط بقيود معيارية. تترأس سيسيليا كونراد حالياً برنامج ماك آرثر للزمالة.

## الترشيحات واختيار الفائزين
وصف جيم كولينز الحاصل على زمالة ماك أرثر عملية اختيار الحاصلين على زمالة ماك أرثر في مقال افتتاحي نُشر في صحيفة نيويورك تايمز الأمريكية، والتي تتمّ على النحو التالي:
تقوم المؤسسة باختيار عدد من الترشيحات السرية وغير المعلنة، والتي تقوم لجنة اختيار سرية تتألف من حوالي عشرة أشخاص بمراجعتها. تراجع اللجنة جميع الترشيحات، وتوصي بأسماء الفائزين المختارين لمجلس إدارة ورئيس مجلس إدارة المؤسسة، ومن ثم يتلقي الحاصلون على الزمالة مكالمة هاتفية لتهنئتهم بالفوز.

## الحاصلون على زمالة ماك أرثر

### 1981

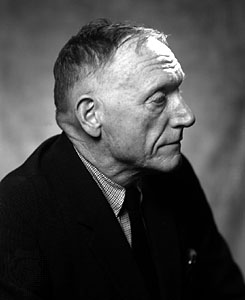
روبرت بين وارن

| الفائز بالجائزة           | مجال تخصصه                    |
| ------------------------- | ----------------------------- |
| أ. ر. أمونوس              | شاعر                          |
| جوزيف برودسكي             | شاعر                          |
| جون كيرنز                 | عالم في الأحياء الجزيئية      |
| جريجوري ف.تشودنوفسكي      | عالم رياضيات                  |
| جويل إ. كوهين             | عالم الأحياء السكانية         |
| روبرت كولز                | طبيب نفساني للأطفال           |
| ريتشارد كريتشفيلد         | كاتب مقالات                   |
| شيلي إرينجتون             | عالمة الأنثروبولوجيا الثقافية |
| هوارد جاردنر              | عالم نفس                      |
| هنري لويس جيتس جونيور     | ناقد أدبي                     |
| جون جافينتا               | عالم اجتماع                   |
| مايكل غيسليم              | عالم الأحياء التطوري          |
| ستيفن جاي جولد            | عالم الحفريات                 |
| إيان جراهام               | عالم آثار                     |
| ديفيد هوكينز              | فيلسوف                        |
| جون بي هولدرين            | محلل الحد من التسلح والطاقة   |
| أدا لويس هوكستابل         | ناقدة معمارية ومؤرخة          |
| جون إمبري                 | عالم مناخ                     |
| روبرت كيتس                | جغرافي                        |
| رافائيل كارل لي           | جراح                          |
| إلما لويس                 | معلمة فنون                    |
| كورماك مكارثي             | كاتب                          |
| باربرا مكلينتوك           | عالمة وراثة                   |
| جيمس آلان ماكفرسون        | كاتب قصة قصيرة وكاتب مقالات   |
| روي ب. متحدة              | مؤرخ                          |
| ريتشارد ك. موليجان        | عالم الأحياء الجزيئية         |
| دوغلاس د. أوشيروف         | عالم فيزياء                   |
| إلين هـ. باغلز            | مؤرخة أديان                   |
| ديفيد بينجري              | مؤرخ العلوم                   |
| بول ج. ريتشاردز           | عالم الزلازل                  |
| روبرت روت بيرنشتاين       | عالم أحياء ومؤرخ العلوم       |
| ريتشارد رورتي             | فيلسوف                        |
| لورنس روزين               | محامٍ وعالم أنثروبولوجيا       |
| كارل إميل شورسك           | مؤرخ فكري                     |
| ليزلي مارمون سيلكو        | كاتب                          |
| جوزيف هوتون تايلور جونيور | عالم فيزياء فلكية             |
| ديريك والكوت              | شاعر وكاتب مسرحي              |
| روبرت بن وارن             | شاعر وروائي وناقد أدبي        |
| ستيفن ولفرام              | عالم حاسبات وفيزيائي          |
| مايكل وودفورد             | خبير اقتصادي                  |
| جورج زويج                 | فيزيائي وعالم أعصاب           |

### 1982

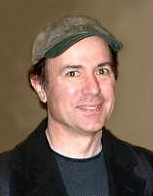
فرانك ويلتشيك

| الفائز بالجائزة         | مجال تخصصه                   |
| ----------------------- | ---------------------------- |
| فؤاد عجمي               | محلل سياسي                   |
| تشارلز أ. بيجلو         | مصمم الكتابة                 |
| بيتر روبرت لامونت براون | مؤرخ                         |
| روبرت دارنتون           | مؤرخ أوروبي                  |
| بيرسي دياكونيس          | إحصائي                       |
| وليام جاديس             | روائي                        |
| فيد ميهتا               | كاتب                         |
| بوب موسى                | معلم وفيلسوف                 |
| ريتشارد إيه مولر        | جيولوجي وعالم فيزياء فلكية   |
| كونلون نانكارو          | ملحن                         |
| ألفونسو أورتيز          | عالم الأنثروبولوجيا الثقافية |
| فرانشيسكا روشبرج        | عالم الآشوريات ومؤرخ العلوم  |
| تشارلز سابيل            | عالم سياسي وباحث قانوني      |
| رالف شابي               | ملحن وقائد موسيقي            |
| مايكل سيلفرشتاين        | لغوي                         |
| راندولف ويتفيلد جونيور  | طبيب عيون                    |
| فرانك ويلتشيك           | عالم فيزياء                  |
| فريدريك وايزمان         | مخرج أفلام وثائقية           |
| إدوارد ويتن             | عالم فيزياء، ومبتكر نظرية م  |

### 1983

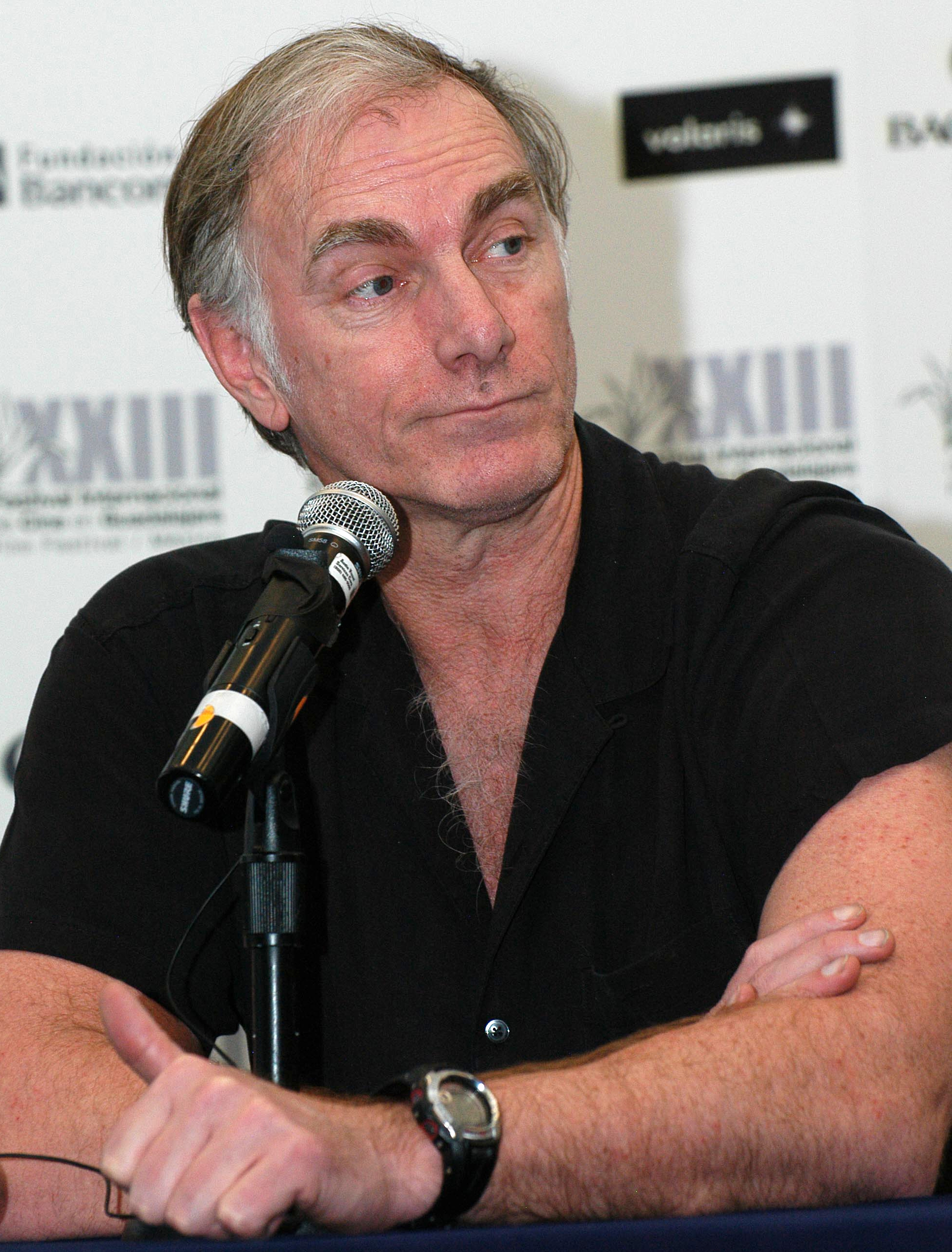
جون سايلز

| الفائز بالجائزة       | مجال تخصصه                          |
| --------------------- | ----------------------------------- |
| ر. ستيفن بيري         | كيميائي فيزيائي                     |
| سيورين بيالر          | عالم سياسي                          |
| ويليام ك. كلارك       | عالم البيئة ومحلل السياسات البيئية  |
| فيليب د. كيرتن        | مؤرخ إفريقيات                       |
| ويليام هـ. دورهام     | عالم الأنثروبولوجيا البيولوجية      |
| برادلي إيفرون         | إحصائي                              |
| ديفيد ل. فلتن         | عالم الأعصاب                        |
| راندال و. فورسبيرج    | عالم سياسي ومنظر للحد من التسلح     |
| ألكسندر ل. جورج       | عالم سياسي                          |
| شلومو دوف غويتن       | مؤرخ العصور الوسطى                  |
| موت ت. غرين           | مؤرخ العلوم                         |
| جيمس إ. جون           | عالم الفلك                          |
| رامون أ. جوتيريز      | مؤرخ                                |
| جون ج. هوبفيلد        | فيزيائي وعالم أحياء                 |
| بيلا جولز             | عالمة نفس                           |
| وليام كينيدي          | روائي                               |
| ليسزيك كواكوفسكي      | مؤرخ الفلسفة والدين                 |
| سيلفيا أ. لو          | محامية في مجال حقوق الإنسان         |
| براد لايتهاوزر        | شاعر وكاتب                          |
| لورنس و. ليفين        | مؤرخ                                |
| رالف مانهايم          | مترجم                               |
| روبرت ك. ميرتون       | مؤرخ وعالم اجتماع للعلوم            |
| والتر ف. موريس جونيور | ناشط في المحافظة على التراث الثقافي |
| تشارلز س. بيسكين      | عالم رياضيات وفسيولوجي              |
| أ. رامانوجان          | شاعر ومترجم وعالم أدبي              |
| أليس ريفلين           | خبير اقتصادي ومحلل سياسي            |
| جوليا روبنسون         | عالمة رياضيات                       |
| جون سايلز             | مخرج وكاتب                          |
| ريتشارد م. شوين       | عالم رياضيات                        |
| بيتر سيلارز           | مدير المسرح والأوبرا                |
| كارين ك. أولينبيك     | عالمة رياضيات                       |
| أدريان ويلسون         | مصمم كتب وناشر ومؤرخ كتب            |
| إيرين ج. وينتر        | مؤرخة فنية وعالمة آثار              |
| مارك س. رايتون        | كيميائي                             |

### 1984

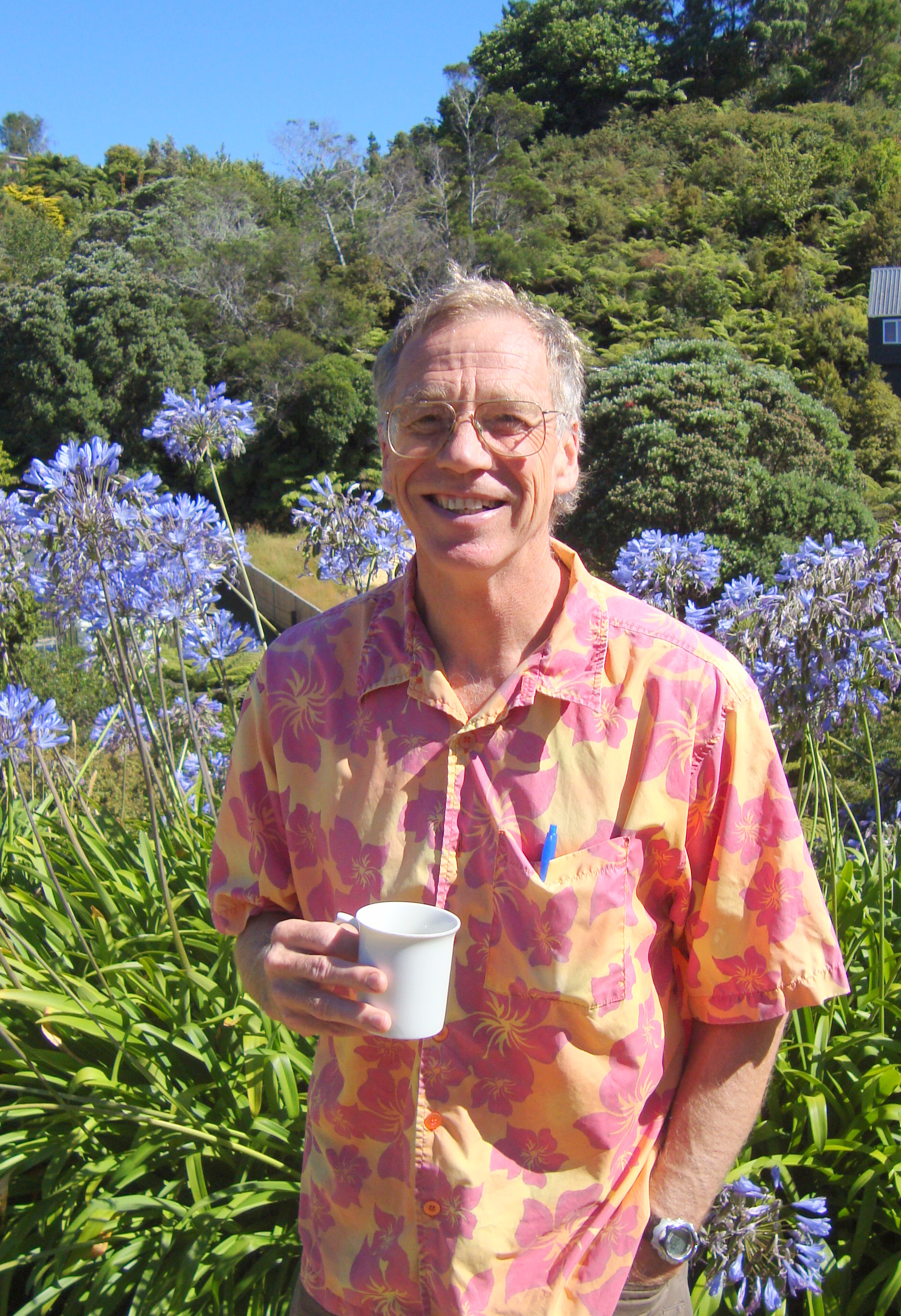
مايكل ه. فريدمان

| الفائز بالجائزة         | مجال تخصصه                                   |
| ----------------------- | -------------------------------------------- |
| جورج و. أرشيبالد        | عالم الطيور                                  |
| شيلي بيرنشتاين          | أخصائية أمراض الدم لدى الأطفال               |
| بيتر ج. بيكل            | إحصائي                                       |
| إرنستو ج. كورتيس جونيور | منظم مجتمعي                                  |
| وليام درايتون           | مبتكر الخدمة العامة                          |
| سيدني دريل              | فيزيائية ومحللة سياسية للأسلحة               |
| ميتشل ج. فايغنباوم      | فيزيائي رياضي                                |
| مايكل فريدمان           | عالم رياضيات                                 |
| كيرتس ج. هاميس          | طبيب الأسرة                                  |
| روبرت هاس               | شاعر وناقد ومترجم                            |
| شيرلي هيث               | عالمة أنثروبولوجيا لغوية                     |
| بريان ههير              | عالم في الدين والسياسة الخارجية              |
| بيت هولاند              | كاتبة وناقدة أدبية                           |
| بيل إيروين              | مهرج وكاتب وفنان أداء                        |
| روبرت ايروين            | فنان الضوء والفضاء                           |
| روث براور جابفالا       | روائية وكاتبة سيناريو                        |
| فريتز جون               | عالم رياضيات                                 |
| غالواي كينيل            | شاعر                                         |
| هنري كراوس              | مؤرخ العمل والفن                             |
| بول أوسكار كريستيلر     | مؤرخ فكري وفيلسوف                            |
| سارة لورانس-لايتفوت     | معلمة                                        |
| هيذر ليشتمان            | عالمة مواد وعالمة آثار                       |
| مايكل ليرنر             | قائد الصحة العامة                            |
| أندرو دبليو لويس        | مؤرخ العصور الوسطى                           |
| أرنولد ج. ماندل         | عالم أعصاب وطبيب نفسي                        |
| بيتر ماثيوز             | عالم آثار وخبير                              |
| ماثيو ميسيلسون          | عالم الوراثة ومحلل الحد من التسلح            |
| ديفيد ر. نيلسون         | عالم فيزياء                                  |
| بومونت نيوهول           | مؤرخ التصوير                                 |
| روجر س. باين            | عالم الحيوان والمحافظ                        |
| مايكل بيوري             | خبير اقتصادي                                 |
| إدوارد ف. روبرتس        | ، زعيم حقوق ذوي الاحتياجات الخاصة            |
| جوديث ن. شكلار          | فيلسوفة سياسية                               |
| تشارلز سيميتش           | شاعر ومترجم وكاتب مقالات                     |
| إليوت سبيرلنغ           | باحث في الدراسات التبتية                     |
| ديفيد ستيوارت           | عالم لغوي وكاتب كتب                          |
| فرانك سولاوي            | عالم نفسي (أجرى أبحاث حول ترتيب ولادة الطفل) |
| جون إ. توز              | مؤرخ فكري                                    |
| ألار تومري              | عالم فلك وعالم رياضيات                       |
| جيمس توريل              | نحات خفيف                                    |
| عاموس تفرسكي            | عالم الإدراك                                 |
| بريت والاش              | جغرافي                                       |
| جاي فايس                | عالم نفس                                     |
| آرثر وينفري             | عالم فيزيولوجي ورياضيات                      |
| كيرك فارنيدو            | مؤرخ فني                                     |
| كارل ر. فويزي           | عالم الأحياء الجزيئ                          |
| بيلي يونغ               | قائدة تنمية المجتمع                          |

### 1985

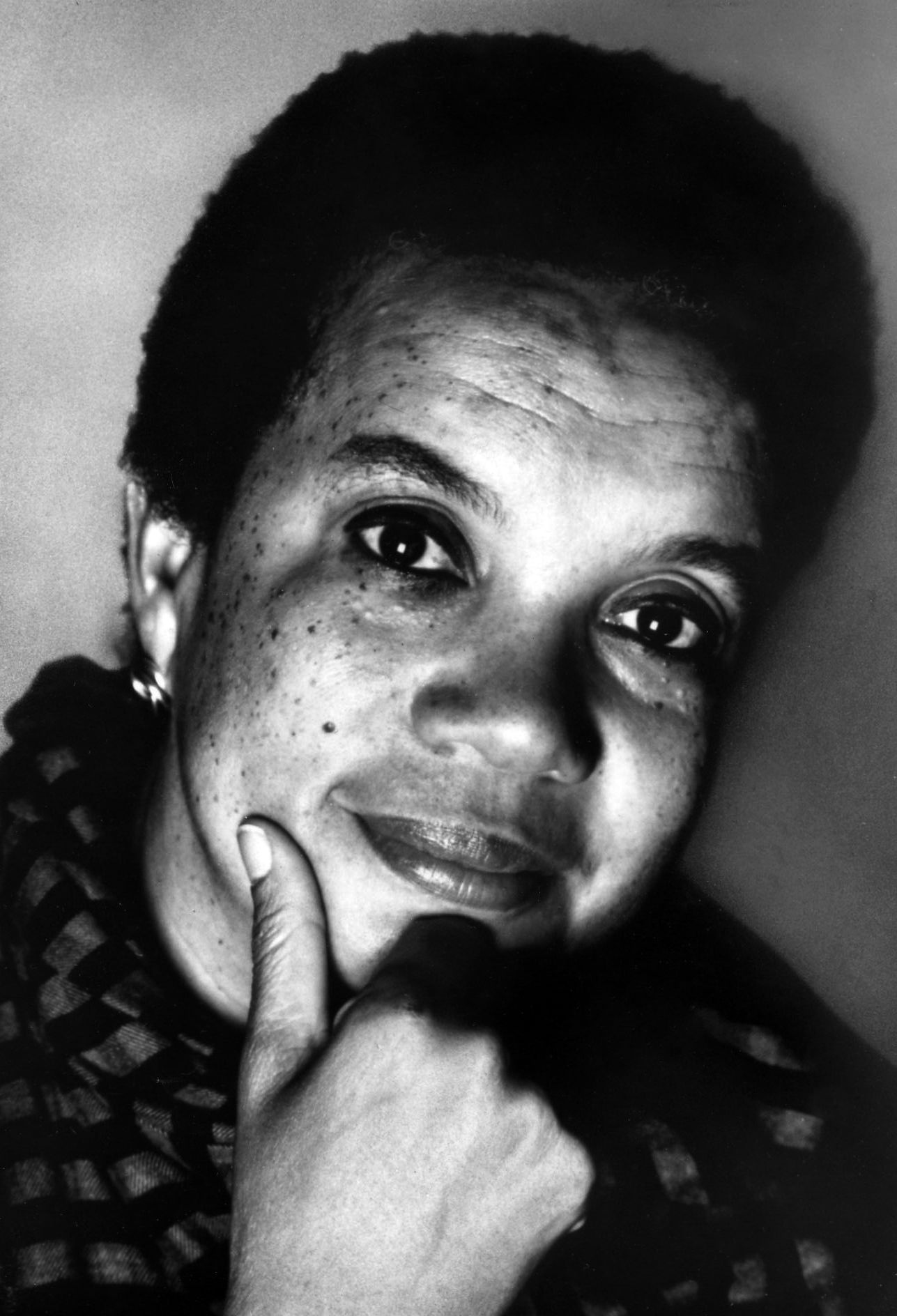
ماريان رايت إديلمان

| الفائز بالجائزة     | مجال تخصصه                           |
| ------------------- | ------------------------------------ |
| جوان أبراهامسون     | قائدة تنمية المجتمع                  |
| جون آشبري           | شاعر                                 |
| جون ف. بنتون        | مؤرخ العصور الوسطى                   |
| هارولد بلوم         | ناقد أدبي                            |
| فاليري كاليدزي      | فيزيائية ومنظِّمة في مجال حقوق الإنسان |
| وليام كرونون        | مؤرخ بيئي                            |
| ميرس كننغهام        | مصممة الرقصات                        |
| جاريد دياموند       | مؤرخ بيئي وعالم جغرافي               |
| ماريان رايت إيدلمان | مؤسسة صندوق الدفاع عن الأطفال        |
| مورتون هالبرين      | عالم سياسي                           |
| روبرت م. هايز       | محام وزعيم حقوق الإنسان              |
| إدوين هتشينز        | عالم الإدراك                         |
| سام مالوف           | نجار محترف وصانع أثاث                |
| أندرو ماكجواير      | أخصائي الوقاية من الصدمات            |
| باتريك نونان        | من دعاة حماية البيئة                 |
| جورج أوستر          | عالم الأحياء الرياضية                |
| توماس ج. باليما     | كلاسيكي                              |
| بيتر رافين          | عالم نبات                            |
| جين س. ريتشاردسون   | عالم الكيمياء الحيوية                |
| جريجوري شوبن        | مؤرخ الأديان                         |
| فرانكلين ستال       | عالم وراثة                           |
| ريتشارد ستيفي       | عالم آثار بحري                       |
| إلين ستيوارت        | مديرة المسرح                         |
| بول تايلور          | مصمم رقصات، ومؤسس شركة رقص           |
| شينج تونج ياو       | عالم رياضيات                         |

### 1986

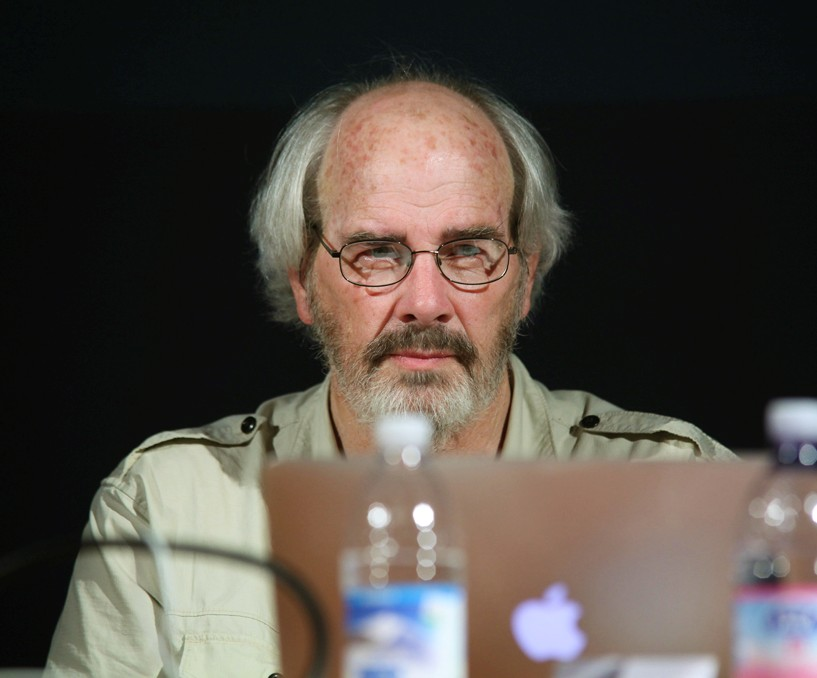
جاك هومر

| الفائز بالجائزة   | مجال تخصصه                    |
| ----------------- | ----------------------------- |
| بول آدمز          | عالم أعصاب                    |
| ميلتون بابيت      | ملحن ومنظر موسيقى             |
| كريستوفر بيكويث   | عالم لغويات                   |
| ريتشارد بنسون     | مصور                          |
| ليستر ر. براون    | خبير اقتصادي زراعي            |
| كارولين بينوم     | مؤرخة متخصصة في العصور الوسطى |
| وليام أ. كريستيان | مؤرخ تخصص في الدين            |
| نانسي فريس        | مؤرخة                         |
| بنديكت جروس       | عالم رياضيات                  |
| داريل هاين        | شاعر ومترجم                   |
| جون روبرت هورنر   | عالم الأحياء القديمة          |
| توماس ك. جو       | محلل سياسي واجتماعي           |
| ديفيد كيتلي       | مؤرخ وعالم سينولوجيا          |
| ألبرت ج. ليبشابر  | عالم فيزياء                   |
| ديفيد سي بيج      | عالم في الوراثة الجزيئية      |
| جورج بيرل         | ملحن ومنظر موسيقى             |
| جيمس راندي        | ساحر                          |
| ديفيد رودوفسكي    | محامي متخصص في الحقوق المدنية |
| روبرت شابلي       | أخصائي في فيزيولوجيا الأعصاب  |
| ليو شتاينبرغ      | مؤرخ فني                      |
| ريتشارد ب. توركو  | عالم متخصص في الغلاف الجوي    |
| توماس وايتسايد    | صحفي                          |
| ألان سي ويلسون    | عالم في الكيمياء الحيوية      |
| جاي رايت          | شاعر وكاتب مسرحي              |
| تشارلز وورينين    | ملحن                          |

### 1987

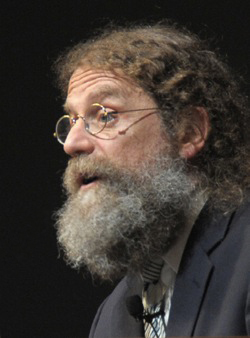
روبرت سابولسكي

| الفائز بالجائزة           | مجال تخصصه                                     |
| ------------------------- | ---------------------------------------------- |
| والتر أبيش                | كاتب                                           |
| روبرت أكسلرود             | عالم سياسي                                     |
| روبرت ف. كولمان           | عالم رياضيات                                   |
| دوغلاس كريس               | شاعر                                           |
| دانيال فريدان             | عالم فيزياء                                    |
| ديفيد جروس                | فيزيائي                                        |
| إيرا هيرسكويتز            | عالم في الوراثة الجزيئية                       |
| ايرفينغ هاو               | ناقد أدبي واجتماعي                             |
| ويسلي تشارلز جاكوبس الابن | مخطط ريفي                                      |
| بيتر جيفري                | موسيقي                                         |
| هوراس فريلاند جودسون      | مؤرخ للعلوم                                    |
| ستيوارت آلان كوفمان       | عالم متخصص في علم الأحياء التطوري              |
| ريتشارد كيني              | شاعر                                           |
| إريك لاندر                | عالم وراثة وعالم رياضيات                       |
| مايكل مالين               | جيولوجي وعالم كواكب                            |
| ديبورا و. ماير            | ناشطة في مجال إصلاح التعليم                    |
| أرنالدو دانتي موميجليانو  | مؤرخ                                           |
| ديفيد مومفورد             | عالم رياضيات                                   |
| تينا روزنبرغ              | صحفية                                          |
| ديفيد روميلهارت           | عالم متخصص في علم الإدراك وعلم النفس           |
| روبرت موريس سابولسكي      | أخصائي في الغدد الصماء والأعصاب وعلم الرئيسيات |
| ماير شابيرو               | مؤرخ فني                                       |
| جون هـ. شوارتز            | عالم فيزياء                                    |
| جون سيجر                  | متخصص في علم البيئة التطوري                    |
| ستيفن شنكر                | عالم فيزياء                                    |
| ديفيد دين شولمان          | مؤرخ متخصص في الأديان                          |
| موريل س. سنودن            | منظمة مجتمعية                                  |
| مارك ستراند               | شاعر وكاتب                                     |
| ماي سوينسون               | شاعر                                           |
| هوينه سانه ثونج           | مترجم ومحرر                                    |
| ويليام جوليوس ويلسون      | عالم اجتماع                                    |
| ريتشارد رانجهام           | عالم متخصص في أخلاقيات الرئيسيات               |

### 1988

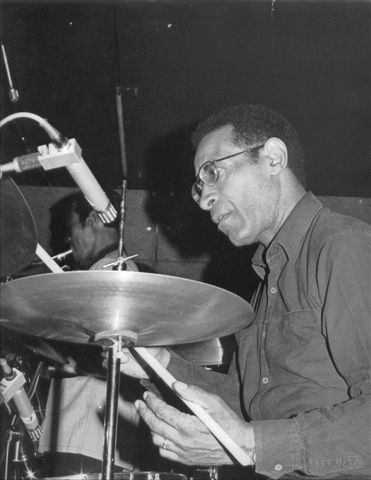
ماكس روش

| الفائز بالجائزة     | مجال تخصصه                            |
| ------------------- | ------------------------------------- |
| تشارلز أرشامبو      | عالم جيوفيزيائي                       |
| مايكل باكساندال     | مؤرخ فني                              |
| روث بيهار           | عالم متخصص في الأنثروبولوجيا الثقافية |
| ران بليك            | ملحن وعازف بيانو                      |
| تشارلز بورنيت       | صانع أفلام                            |
| فيليب جيمس ديفريس   | عالم أحياء متخصص في علم الحشرات       |
| أندريه دوبوس        | كاتب                                  |
| هيلين ت. إدواردز    | فيزيائية                              |
| جون هـ. إلس         | مخرج أفلام وثائقية                    |
| جون ج. فليجل        | عالم رئيسيات وعالم حفريات             |
| كورنيل إتش فلايشر   | مؤرخ متخصص في التاريخ الشرق أوسطي     |
| غيتاتشيو هايل       | عالم لغويات                           |
| ريموند جينلوز       | عالم جيوفيزيائي                       |
| مارفن فيليب كال     | عالم أحياء متخصص في علم الحيوان       |
| نعومي بيرس          | عالمة أحياء                           |
| توماس بينشون        | روائي                                 |
| ستيفن ج. باين       | مؤرخ بيئي                             |
| ماكس روتش           | عازف طبول وملحن لموسيقى الجاز         |
| هيبوليتو بول رولدان | ناشط مجتمعي                           |
| آنا كورتنيوس روزفلت | عالمة آثار                            |
| ديفيد آلان روزنبرغ  | مؤرخ عسكري                            |
| سوزان إيرين روتروف  | عالم آثار                             |
| بروس شوارتز         | نحات تصويري ومحرك الدمى               |
| روبرت شو            | عالم فيزياء                           |
| جوناثان سبينس       | مؤرخ                                  |
| نويل م. سويردلو     | مؤرخ العلوم                           |
| غاري أ. توملينسون   | موسيقي                                |
| آلان ووكر           | عالم الحفريات                         |
| إيدي ن. ويليامز     | محلل سياسي ومهتم بالحقوق المدنية      |
| ريتا ب. رايت        | عالمة آثار                            |
| جارث يونجبرج        | زراعي                                 |

### 1989

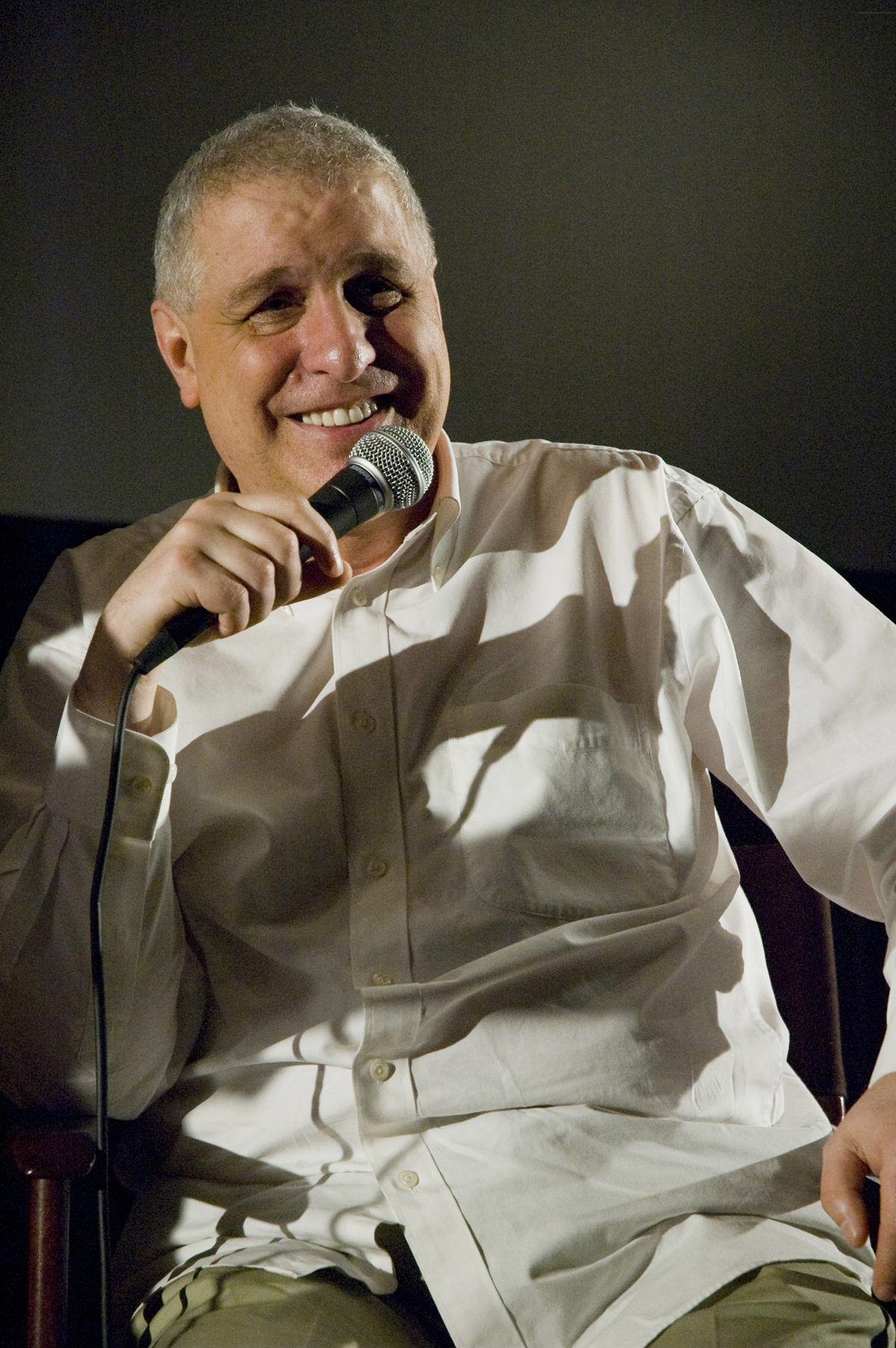
إيرول موريس

| الفائز بالجائزة     | مجال تخصصه                           |
| ------------------- | ------------------------------------ |
| أنتوني أمستردام     | محامٍ وباحث قانوني                    |
| بيلي أفيري          | رائد في مجال الرعاية الصحية للمرأة   |
| ألفين برونشتاين     | محامي حقوق الإنسان                   |
| ليو بوس             | عالم تخصص في علم الأحياء التطوري     |
| جاي كانتور          | كاتب                                 |
| جورج ديفيس          | محلل تخصص في السياسة البيئية         |
| ألين غروسمان        | شاعر                                 |
| جون هاربيسون        | ملحن وقائد أوركسترا                  |
| كيث هيفنر           | صحفي ومعلم                           |
| رالف هوتشكيس        | مهندس إعادة تأهيل                    |
| جون رايس إيروين     | متخصص في المحافظة على التراث الثقافي |
| دانيال جانزين       | عالم بيئي                            |
| برنيس جونسون ريجون  | مؤرخ موسيقي وملحن ومغني              |
| آرون لانسكي         | متخصص في المحافظة على التراث الثقافي |
| جينيفر مودي         | عالمة آثار وعالمة أنثروبولوجيا       |
| إيرول موريس         | صانع أفلام                           |
| فيفيان بالي         | معلمة وكاتبة                         |
| ريتشارد باورز       | روائي                                |
| مارتن بوريير        | نحات                                 |
| ثيودور روزينجارتن   | مؤرخ                                 |
| مارجريت و. روسيتر   | مؤرخة العلوم                         |
| جورج راسل           | ملحن ومنظر موسيقى                    |
| بام سولو            | محلل وناشط في مجال الحد من التسلح    |
| إلنديا بروفير تيسلي | مترجمة وناشرة                        |
| كلير فان فليت       | كاتبة                                |
| بالدمر فيلاسكيز     | زعيم عمال المزارع                    |
| بيل فيولا           | فنان أداء                            |
| إليوت ويجينتون      | معلم                                 |
| باتريشيا رايت       | عالمة رئيسيات                        |

### 1990

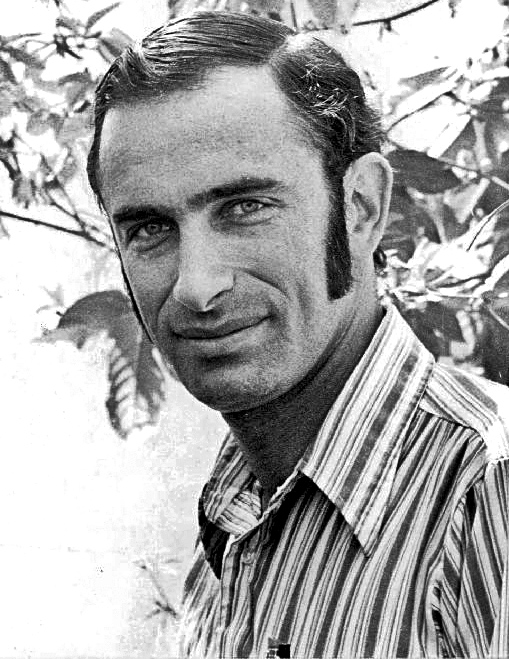
بول إيرليش

| الفائز بالجائزة     | مجال تخصصه                                               |
| ------------------- | -------------------------------------------------------- |
| جون كريستيان بيلار  | خبير متخصص في علم الإحصاء الحيوي                         |
| مارثا كلارك         | مديرة مسرح                                               |
| جاك دامبواز         | مدرب رقص                                                 |
| جاي دافنبورت        | كاتب وناقد ومترجم                                        |
| ليزا ديلبيت         | ناشطة في مجال إصلاح التعليم                              |
| جون إيتون           | ملحن                                                     |
| بول ر. إيرليش       | عالم متخصص في علم الأحياء السكاني                        |
| شارلوت إريكسون      | مؤرخة                                                    |
| لي فريدلاندر        | مصور                                                     |
| مارجريت جيلر        | عالمة الفيزياء الفلكية                                   |
| جوري جراهام         | شاعر                                                     |
| باتريشيا هامبل      | كاتبة                                                    |
| جون هولاندر         | شاعر وناقد أدبي                                          |
| توماس كليفلاند هولت | مؤرخ اجتماعي وثقافي                                      |
| ديفيد كازدان        | عالم رياضيات                                             |
| كالفين كينج         | متخصص في تطوير الأراضي والمزارع                          |
| م. أ. ر. كويل       | عالم متخصص في علم الأحياء البحري                         |
| نانسي كوبيل         | عالمة رياضيات                                            |
| مايكل موشن          | فنان أداء                                                |
| غاري نبهان          | عالم متخصص في علم النبات                                 |
| شيري أورتنر         | عالمة أنثروبولوجيا                                       |
| أوتيس بيتس          | ناشط في مجال تنمية المجتمع                               |
| إيفون راينر         | صانعة أفلام ومصممة رقصات                                 |
| مايكل شودسون        | عالم اجتماع                                              |
| ريبيكا ج. سكوت      | مؤرخة                                                    |
| مارك شل             | أكاديمي                                                  |
| سوزان سونتاغ        | كاتبة وناقدة ثقافية                                      |
| ريتشارد ستالمان     | مؤسس مؤسسة البرمجيات الحرة، ومخترع مفهوم الحقوق المتروكة |
| جاي تيودور          | من دعاة حماية البيئة                                     |
| ماريا فاريلا        | ناشطة في مجال تنمية المجتمع                              |
| جريجوري فلاستوس     | فيلسوف                                                   |
| كينت ويلي           | أخصائي ترميم                                             |
| إريك وولف           | عالم أنثروبولوجيا                                        |
| سيدني وولف          | طبيب                                                     |
| روبرت وودسون        | ناشط في مجال تنمية المجتمع                               |
| خوسيه زالاكيت       | محامي متخصص في حقوق الإنسان                              |

### 1991

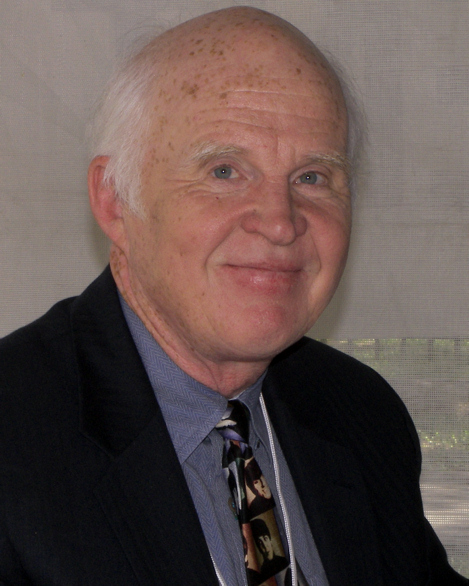
تايلور برانش

| الفائز بالجائزة     | مجال تخصصه                  |
| ------------------- | --------------------------- |
| جاكلين بارتون       | كيميائية فيزيائية حيوية     |
| بول بيرمان          | صحفي                        |
| جيمس بلين           | رسام رسوم متحركة بالكمبيوتر |
| تايلور برانش        | مؤرخ اجتماعي                |
| تريشا براون         | مصممة الرقصات               |
| ماري جو بوهل        | مؤرخة أمريكية               |
| باتريشيا تشيرشلاند  | فيلسوفة (نيورو)             |
| ديفيد دونوهو        | إحصائي                      |
| ستيفن فيلد          | عالم أنثروبولوجيا           |
| أليس فولتون         | شاعر                        |
| غيليرمو غوميز بينيا | كاتب وفنان                  |
| جيرزي جروتوفسكي     | مدير المسرح                 |
| ديفيد هامونز        | فنان                        |
| صوفيا براسي هاريس   | قائدة رعاية الأطفال         |
| لويس هايد           | كاتب                        |
| علي أكبر خان        | موسيقي                      |
| سيرجيو كلينرمان     | عالم رياضيات                |
| مارتن كريتمان       | عالم وراثة                  |
| هارلان لين          | عالم نفس ولغوي              |
| وليام ليندر         | قائد تنمية المجتمع          |
| باتريشيا لوك        | زعيمة الحقوق القبلية        |
| مارك موريس          | مصمم رقصات وراقصة           |
| مارسيل أوفولس       | مخرج أفلام وثائقية          |
| أرنولد رامبرساد     | كاتب سيرة وناقد أدبي        |
| غونتر شولر، ملحن    | قائد، مؤرخ موسيقى الجاز     |
| جويل شوارتز         | عالم الأوبئة                |
| سيسيل تايلور        | عازف البيانو وموسيقى الجاز  |
| جولي تيمور          | مخرجة مسرحية                |
| ديفيد ويرنر         | قائد الرعاية الصحية         |
| جيمس ويستفال        | مهندس وعالم                 |
| إليانور ويلنر       | شاعر                        |

### 1992

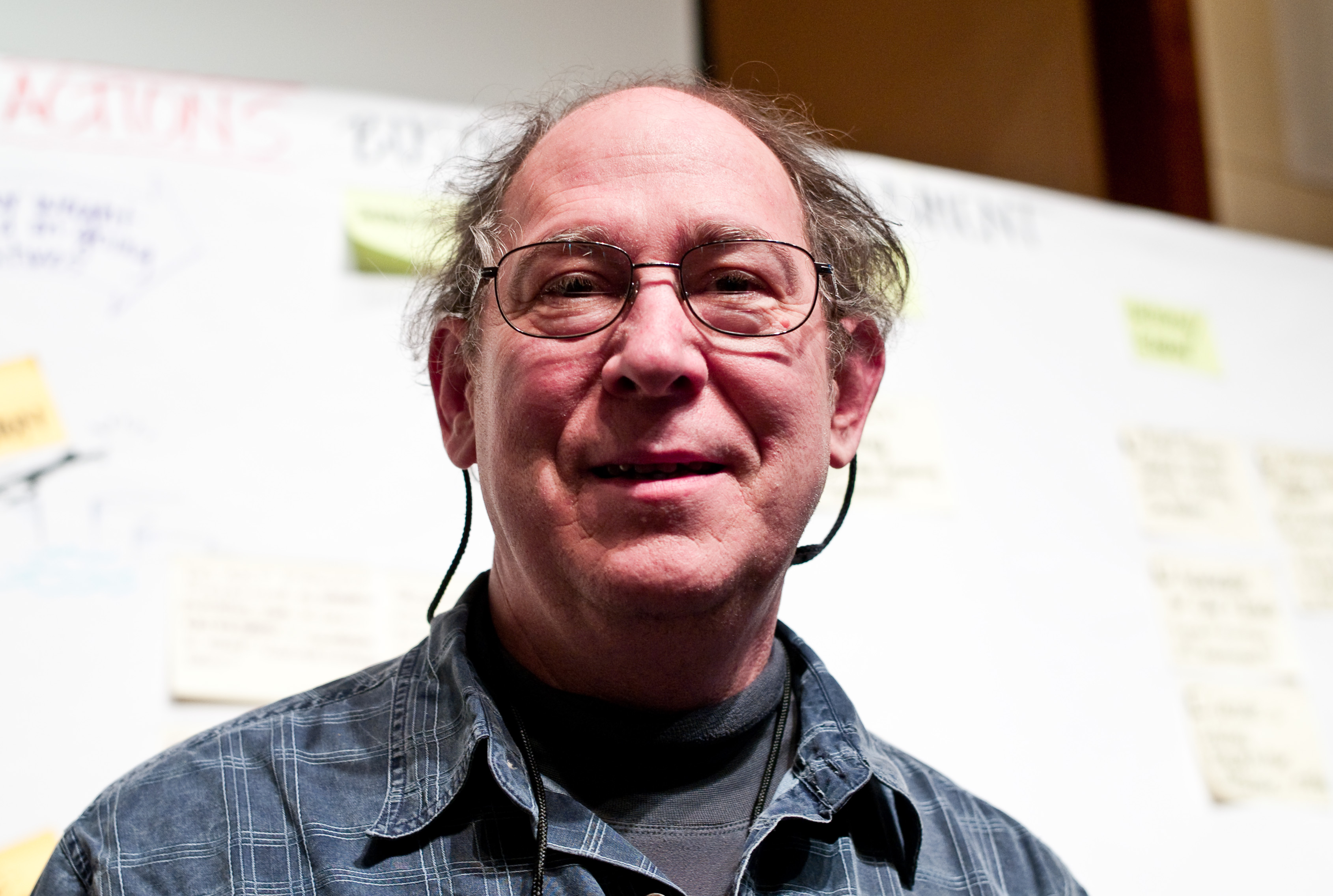
ستيفن شنايدر

| الفائز بالجائزة           | مجال تخصصه               |
| ------------------------- | ------------------------ |
| جانيت بنشوف               | محامية حقوقية            |
| روبرت بلاكبيرن صانع طباعة |                          |
| يونايتد بلاكويل           | زعيم الحقوق المدنية      |
| لورنا بورغ                | قائدة التنمية الريفية    |
| ستانلي كافيل              | فيلسوف                   |
| ايمي كلامبيت              | شاعر                     |
| إنجريد دوبيتشيس           | عالمة رياضيات            |
| ويندي إيوالد              | مصور                     |
| ايرفينغ فيلدمان           | شاعر                     |
| باربرا فيلدز              | مؤرخة                    |
| روبرت هول                 | صحفي                     |
| آن إليس هانسون            | مؤرخة                    |
| جون هنري هولاند           | عالم الكمبيوتر           |
| ويس جاكسون                | مهندس زراعي              |
| إيفلين كيلر               | مؤرخة وفيلسوفة العلوم    |
| ستيف لاسي                 | عازف الساكسفون والملحن   |
| سوزان لبسك                | مؤرخة اجتماعية           |
| شارون لونج                | عالم أحياء النبات        |
| نورمان مانيا              | كاتب                     |
| بول مارشال                | كاتب                     |
| مايكل ماسينج              | صحفي                     |
| روبرت مكابي               | معلم                     |
| سوزان ميسيلاس             | مصورة صحفية              |
| أماليا ميسا باينز         | فنانة وناقدة ثقافية      |
| ستيفن شنايدر              | عالم مناخ                |
| جوانا سكوت                | كاتبة                    |
| جون ت.سكوت                | فنان                     |
| جون تيربورغ               | عالم أحياء الحفظ         |
| تويلا ثارب                | راقصة ومصممة رقصات       |
| فيليب تريسمان             | معلم رياضيات             |
| لوريل تاتشر أولريش        | مؤرخ                     |
| غيرات ج. فيرمايج          | عالم في الأحياء التطورية |
| جونتر واجنر               | عالم افي لأحياء التطورية |

### 1993

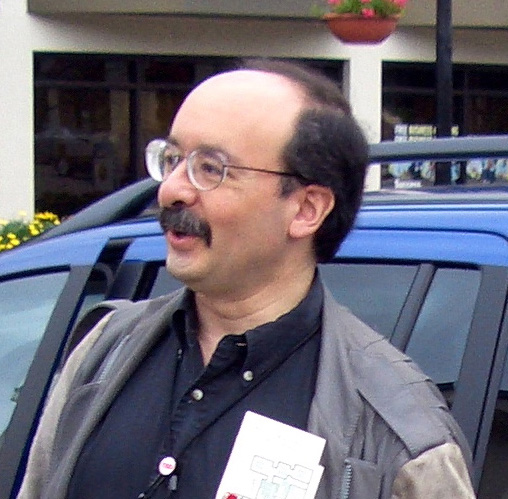
أموري لوفنز

| الفائز بالجائزة       | مجال تخصصه                  |
| --------------------- | --------------------------- |
| نانسي كارترايت        | فيلسوفة                     |
| ديميتريوس كريستودولو  | عالم رياضيات وفيزيائي       |
| ماريا كروفورد         | جيولوجي                     |
| ستانلي كراوتش         | ناقد وكاتب جاز              |
| نورا إنجلاند          | لغوية أنثروبولوجية          |
| بول فارمر             | الأنثروبولوجيا الطبية       |
| فيكتوريا فوي          | عالمة الأحياء التنموية      |
| إرنست جاينز           | كاتب                        |
| بيدرو جرير            | طبيب                        |
| ثوم جن                | شاعر وناقد أدبي             |
| آن هاميلتون           | فنانة                       |
| سوكوني كارانجا        | أخصائية تنمية الطفل والأسرة |
| آن لوترباخ            | شاعرة وناقدة أدبية          |
| ستيفن لي              | كيميائي                     |
| كارول ليفين           | أخصائية سياسات الإيدز       |
| أموري لوفينز          | فيزيائي ومحلل طاقة          |
| جين لوبشينكو          | عالمة أحياء بحرية           |
| روث لوبيك             | ممرضة وقابلة                |
| جيم باول              | شاعر ومترجم وناقد أدبي      |
| مارجي بروفيت          | عالمة الأحياء التطورية      |
| توماس سكانلون         | فيلسوف                      |
| آرون شيرلي            | قائد الرعاية الصحية         |
| ويليام سيمرينغ        | صحفي ومنتج إذاعي            |
| إلين سيلبيرجيلد       | عالمة سموم                  |
| ليونارد فان دير كويجب | عالم فقه اللغة ومؤرخ        |
| فرانك فون هيبل        | محلل الحد من التسلح والطاقة |
| جون إدغار وايدمان     | كاتب                        |
| هيذر ويليامز          | عالمة أحياء وعالمة طيور     |
| ماريون ويليامز        | عازفة موسيقى الإنجيل        |
| روبرت إتش ويليامز     | فيزيائي ومحلل طاقة          |
| هنري تي رايت          | عالم الآثار والأنثروبولوجيا |

### 1994

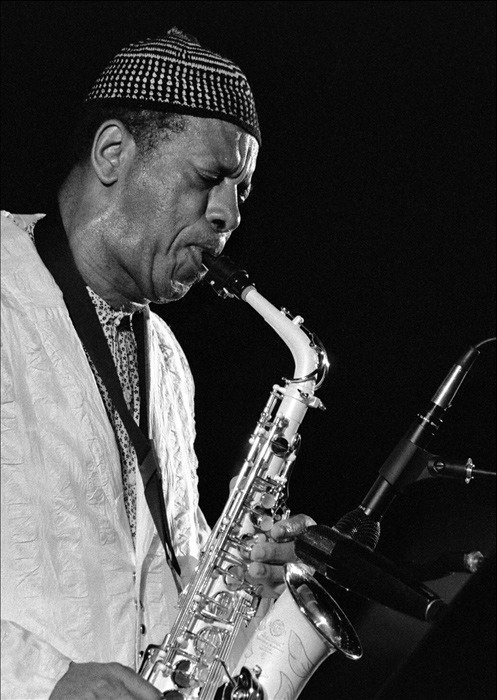
أوميتا كوليمان

| الفائز بالجائزة  | مجال تخصصه                |
| ---------------- | ------------------------- |
| روبرت ادامز      | مصور                      |
| جيرالدين بلوندين | مصممة رقصات               |
| أنتوني براكستون  | ملحن وموسيقي طليعي        |
| روجرز بروباكر    | عالم اجتماع               |
| أورنيت كولمان    | مؤدية موسيقى الجاز وملحن  |
| إسرائيل جلفاند   | عالم رياضيات              |
| فاي جينسبيرغ     | عالم أنثروبولوجيا         |
| هايدي هارتمان    | خبير اقتصادي              |
| بيل ت. جونز      | راقص ومصمم رقصات          |
| بيتر إي كينمور   | عالم الحشرات الزراعية     |
| جوزيف إي مارشال  | معلم                      |
| كارولين ماكيكوين | رائدة التنمية الاقتصادية  |
| دونيلا ميدوز     | كاتبة                     |
| آرثر ميتشل       | مدير الشركة ومصمم الرقصات |
| هوغو موراليس     | منتج إذاعي                |
| جانين بيز        | معلمة                     |
| ويلي ريالي       | معلم فنون المسرح          |
| أدريان ريتش      | شاعر وكاتب                |
| سام أنج سام      | موسيقي ومحافظ على الثقافة |
| جاك ويزدوم       | فيزيائي                   |

### 1995

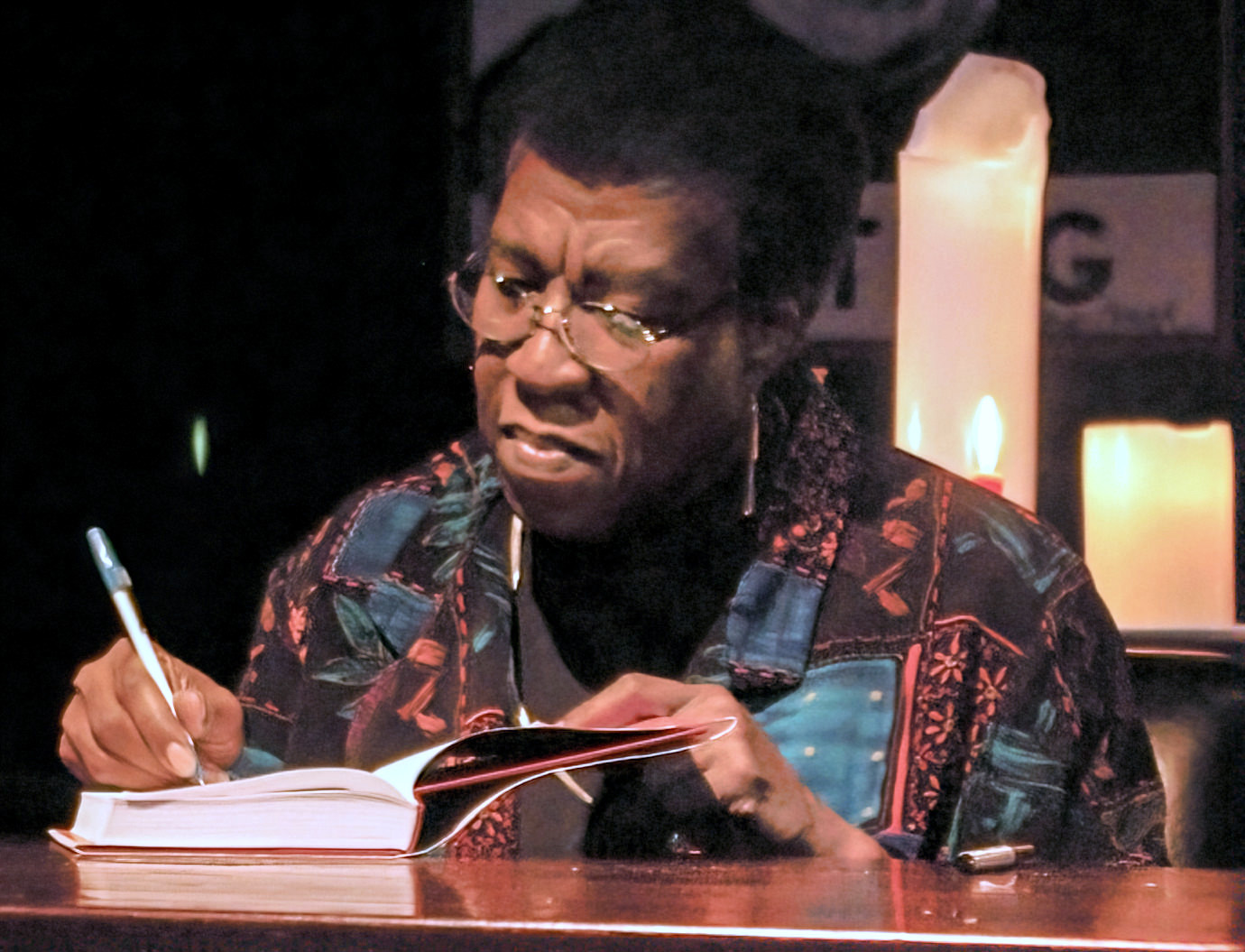
أوكتافيا بوتلر

| الفائز بالجائزة        | مجال تخصصه                      |
| ---------------------- | ------------------------------- |
| أليسون أندرس           | المخرجة                         |
| Jed Z. Buchwald        | مؤرخ                            |
| أوكتافيا إي بتلر       | روائية خيال علمي                |
| ساندرا سيسنيروس        | كاتبة وشاعرة                    |
| ساندي كلوز             | صحفي                            |
| فريدريك كوني           | أخصائي الإغاثة في حالات الكوارث |
| شارون إمرسون           | عالم أحياء                      |
| ريتشارد فورمان         | مخرج مسرحي                      |
| ألما جيليرموبريتو      | صحفية                           |
| فرجينيا هاميلتون       | كاتبة                           |
| دونالد هوبكنز          | طبيب                            |
| سوزان دبليو كيففر      | جيولوجي                         |
| إليزابيث ليكومبت       | مديرة المسرح                    |
| باتريشيا نيلسون ليمريك | مؤرخة                           |
| مايكل مارليتا          | كيميائي                         |
| باميلا ماتسون          | عالمة بيئة                      |
| سوزان مكلاري           | عالم موسيقى                     |
| ميريديث مونك           | مطرب وملحن ومخرج                |
| روزاليند ب. ريتشيسكي   | عالمة سياسية                    |
| جويل روجرز             | عالم سياسي                      |
| سيندي شيرمان           | مصورة                           |
| بريان ستيفنسون         | محامي حقوق الإنسان              |
| نيكولاس شتراوسفيلد     | عالم الأعصاب                    |
| ريتشارد وايت           | مؤرخ                            |

### 1996

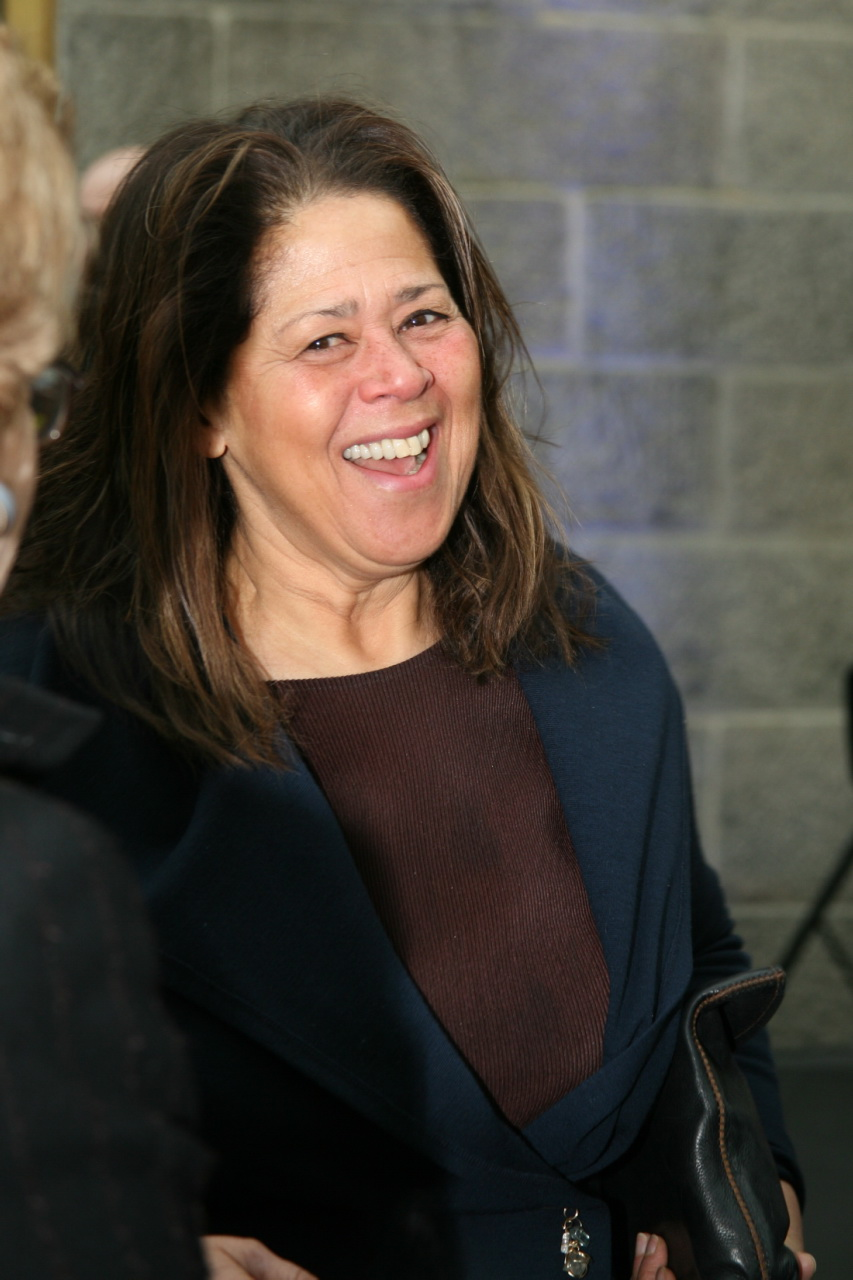
أنا ديافير سميث

| الفائز بالجائزة          | مجال تخصصه                   |
| ------------------------ | ---------------------------- |
| جيمس روجر بريور أنجل     | عالم فلك                     |
| جواكين أفيلا             | مدافعة عن حقوق التصويت       |
| ألان بيروبي              | مؤرخ                         |
| باربرا بلوك              | عالمة الأحياء البحرية        |
| جوان بريتون كونيلي       | عالم آثار كلاسيكي            |
| توماس دانيال             | عالم أحياء                   |
| مارتن دانيال إيكس        | استراتيجي التنمية الاقتصادية |
| ريبيكا غولدشتاين         | كاتبة                        |
| روبرت جرينشتاين          | محلل السياسة العامة          |
| ريتشارد هوارد            | شاعر ومترجم وناقد أدبي       |
| جون جيسورون              | كاتب مسرحي                   |
| ريتشارد لينسكي           | عالم أحياء                   |
| لويس ماسيا               | صانع أفلام وثائقية           |
| فوني ماكلويد             | أخصائية علم النفس التنموي    |
| ثيلياس موس               | شاعر وكاتب                   |
| إيكو أوتاكي وكوما أوتاكي | راقصان ومصمم رقصات           |
| ناثان سيبرغ              | عالم فيزياء                  |
| آنا ديفير سميث           | كاتبة مسرحية، صحفية، ممثلة   |
| دوروثي ستونمان           | معلمة                        |
| بيل ستريكلاند            | معلم فنون                    |

### 1997

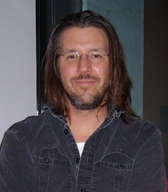
ديفيد فوستر والاس

| الفائز بالجائزة   | مجال تخصصه                           |
| ----------------- | ------------------------------------ |
| لويس ألفارو       | كاتب وفنان أداء                      |
| لي بروير          | كاتب مسرحي                           |
| فيجا سيلمينز      | فنانة                                |
| إريك تشارنوف      | عالم الأحياء التطوري                 |
| إلويز بي كوبيل    | مصرفي                                |
| بيتر جاليسون      | مؤرخ                                 |
| مارك هارينجتون    | باحث الإيدز                          |
| إيفا هاريس        | عالمة الأحياء الجزيئية               |
| مايكل كريمر       | خبير اقتصادي                         |
| راسل لاند         | عالم أحياء                           |
| كيري جيمس مارشال  | فنان                                 |
| نانسي موران       | عالمة الأحياء التطورية وعالمة البيئة |
|                   | كاتب مسرحي                           |
| كاثلين روس        | معلمة                                |
| باميلا صامويلسون  | باحثة وناشطة في مجال حقوق النشر      |
| سوزان ستيوارت     | باحثة أدبية وشاعرة                   |
| إليزابيث ستريب    | راقصة ومصممة رقصات                   |
| تريمبين ساوند     | نحات                                 |
| لويس وكفانت       | عالم اجتماع                          |
| كارا ووكر         | فنانة                                |
| ديفيد فوستر والاس | مؤلف وصحفي                           |
| أندرو وايلز       | عالم رياضيات                         |
| براكيت ويليامز    | عالم أنثروبولوجيا                    |

### 1998

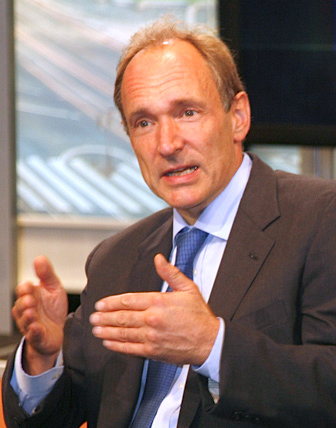
تيم بيرنرز لي

| الفائز بالجائزة        | مجال تخصصه                         |
| ---------------------- | ---------------------------------- |
| جانين أنطوني           | فنانة                              |
| إيدا أبلبروج           | فنانة                              |
| إلين باري              | محامية وناشطة في مجال حقوق الإنسان |
| تيم بيرنرز لي          | مخترع شبكة الويب العالمية          |
| ليندا بيردس            | شاعر                               |
| برناديت بروتين         | مؤرخة                              |
| جون كارلستروم          | عالم الفيزياء الفلكية              |
| مايك ديفيس             | مؤرخ                               |
| نانسي فولبر            | خبير اقتصادي                       |
| أفنير جريف             | خبير اقتصادي                       |
| كون ليانغ جوان         | عالم الكيمياء الحيوية              |
| جاري هيل               | فنان                               |
| إدوارد هيرش            | شاعر وكاتب مقالات                  |
| عائشة جلال             | مؤرخة                              |
| تشارلز ر. جونسون       | كاتب                               |
| ليا كروبيتسر           | عالمة أعصاب                        |
| ستيوارت كوه            | ناشط في مجال حقوق الإنسان          |
| تشارلز لويس            | صحفي                               |
| ويليام دبليو ماكدونالد | مربي النباتات والمحافظة على البيئة |
| بيتر ن. ميللر          | مؤرخ                               |
| دون ميتشل              | الجغرافي الجغرافي                  |
| ريبيكا نيلسون          | أخصائية أمراض النبات               |
| إلينور أوكس            | الأنثروبولوجيا اللغوية             |
| إسماعيل ريد            | شاعر وكاتب وروائي                  |
| بنيامين د. سانتر       | عالم الغلاف الجوي                  |
| كارل سيمز              | عالم كمبيوتر وفنان                 |
| دوروثي توماس           | ناشطة في مجال حقوق الإنسان         |
| ليونارد زيسكيند        | ناشط في مجال حقوق الإنسان          |
| ماري زيمرمان           | كاتب مسرحي                         |

### 1999

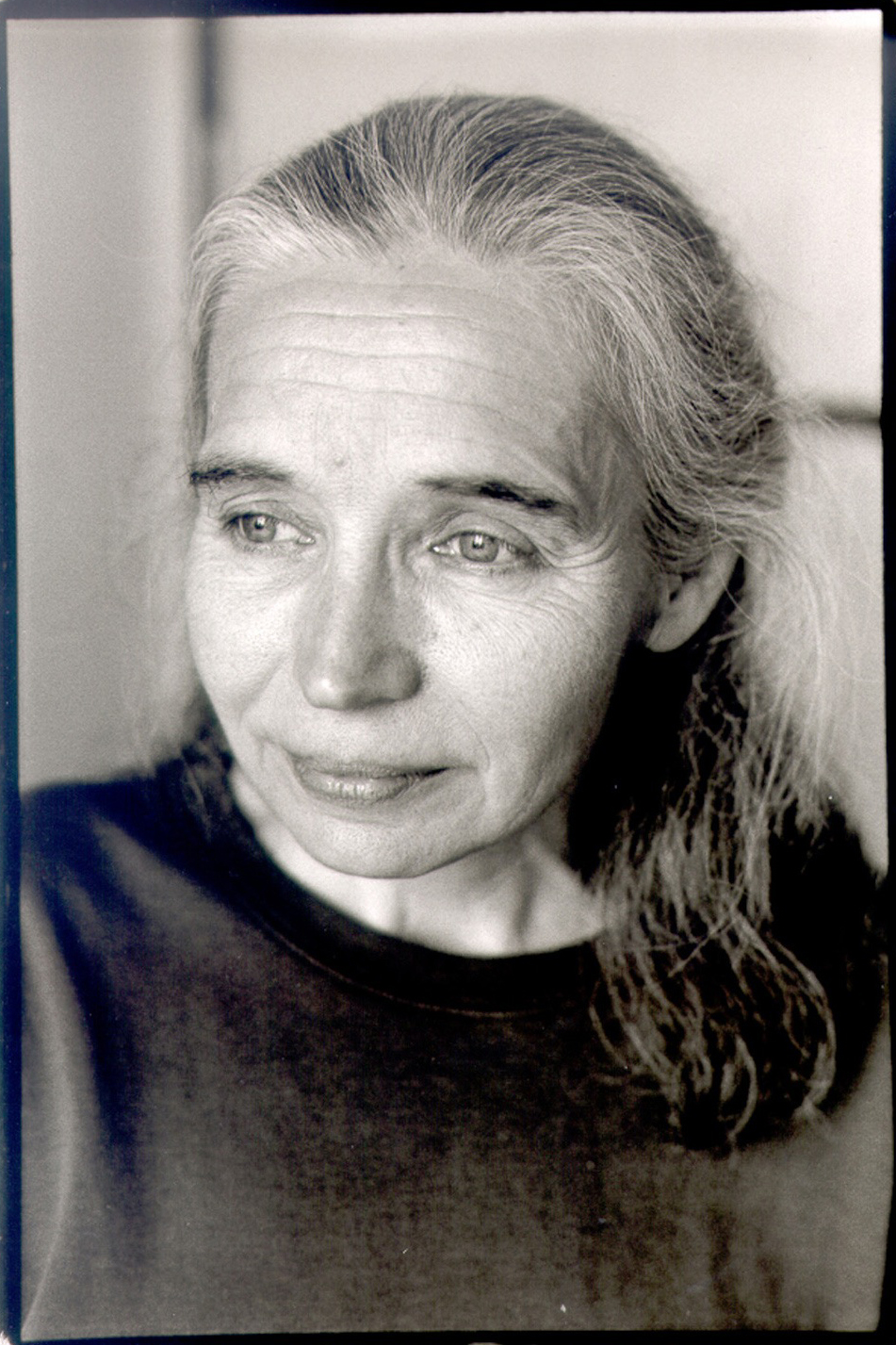
أليسون دي فورج

| الفائز بالجائزة    | مجال تخصصه                          |
| ------------------ | ----------------------------------- |
| جيليان بانفيلد     | جيولوجي                             |
| كارولين بيرتوزي    | كيميائية                            |
| شو بينغ            | فنان وطابعة                         |
| بروس جي بلير       | محلل سياسي                          |
| جون بونيفاز        | محامي الانتخابات وزعيم حقوق التصويت |
| شون كارلسون        | معلم علوم                           |
| مارك دانر          | صحفي                                |
| أليسون دي فورج     | ناشطة في مجال حقوق الإنسان          |
| إليزابيث ديلر      | معمارية                             |
| شاول فريدلندر      | مؤرخ                                |
| جينيفر جوردون      | محامية                              |
| ديفيد هيليس        | عالم أحياء                          |
| سارة هورويتز       | محامية                              |
| جاكلين جونز        | مؤرخة                               |
| لورا ل كيسلينج     | عالمة كيمياء حيوية                  |
| ليزلي كورك         | عازف كلاسيكي                        |
| ديفيد ليفرينج لويس | كاتب سيرة ذاتية ومؤرخ               |
| خوان مالداسينا     | عالم فيزياء                         |
| جاي جيه ماكدوغال   | محامي حقوق الإنسان                  |
| كامبل ماكجراث      | شاعر                                |
| ديني مور           | عالم لغوي أنثروبولوجي               |
| إليزابيث موراي     | فنانة                               |
| بيبون أوسوريو      | فنان                                |
| ريكاردو سكوفيديو   | مهندس معماري                        |
| بيتر شور           | عالم الكمبيوتر                      |
| إيفا سيلفرشتاين    | فيزيائية                            |
| ويلما سوبرا        | عالم                                |
| كين فانديرمارك     | عازف ساكسفون، ملحن                  |
| نعومي والاس        | كاتبة مسرحية                        |
| جيفري ويكس         | عالم رياضيات                        |
| فريد ويلسون        | فنان                                |
| أوفيليا زيبيدا     | لغوية                               |

### 2000

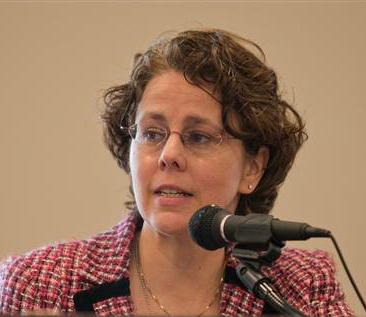
سيسيليا مونيوز

| الفائز بالجائزة     | مجال تخصصه                        |
| ------------------- | --------------------------------- |
| سوزان إي ألكوك      | عالم آثار                         |
| كريستوفر بيرد       | عالم الحفريات                     |
| لوسي بليك           | دعاة حماية البيئة                 |
| آن كارسون           | شاعر                              |
| بيتر ج. هايز        | ناشط في سياسة الطاقة              |
| ديفيد إيساي         | منتج إذاعي                        |
| ألفريدو جار         | مصور                              |
| بن كاتشور           | روائي مصور                        |
| هيديو مابوتشي       | فيزيائي                           |
| سوزان مارشال        | مصممة رقصات                       |
| صمويل موكبي         | مهندس معماري                      |
| سيسيليا مونيوز      | محللة سياسة الحقوق المدنية        |
| مارجريت مورنان      | فيزيائية بصرية                    |
| لورا أوتيس          | باحثة أدبية ومؤرخة العلوم         |
| لوسيا إم بيريلو     | شاعر                              |
| ماثيو رابين         | خبير اقتصادي                      |
| كارل سافينا         | خبير في الحفاظ على البيئة البحرية |
| دانيال ب. شراغ      | جيوكيميائي                        |
| سوزان إي سيجال      | زعيمة الحقوق المدنية              |
| جينا جي توريجيانو   | عالم أعصاب                        |
| غاري أورتون         | عالم أنثروبولوجيا                 |
| باتريشيا ج. ويليامز | باحثة قانونية                     |
| ديبورا ويليس        | مؤرخة التصوير والمصورة            |
| إريك وينفري         | عالم الكمبيوتر والمواد            |
| هورنج-تزير ياو      | عالم رياضيات                      |

### 2001

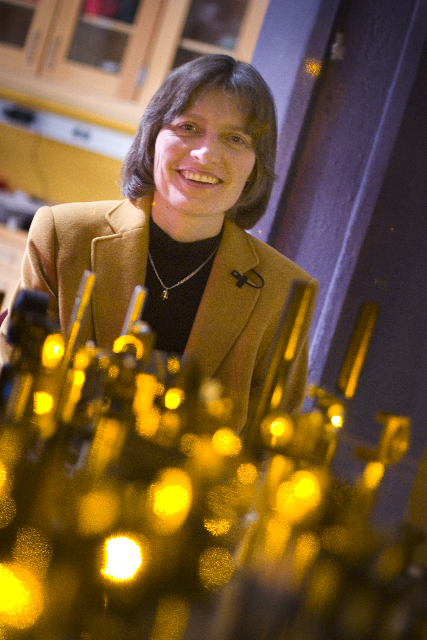
لينا هاو

| الفائز بالجائزة       | مجال تخصصه                       |
| --------------------- | -------------------------------- |
| أندريا باريت          | كاتب                             |
| كريستوفر شيبا         | عالم فلك                         |
| مايكل ديكنسون         | عالم أحياء ذباب، مهندس بيولوجي   |
| روزان هاجرتي          | رائدة الإسكان والتنمية المجتمعية |
| لين هاو               | عالم فيزياء                      |
| ديف هيكي              | ناقد فني                         |
| ستيفن هوغ             | عازف البيانو والملحن             |
| كاي ريدفيلد جاميسون   | عالم نفس                         |
| ساندرا لانهام         | رائدة ومحافظة على البيئة         |
| إينيغو مانجلانو أوفال | فنان                             |
| سينثيا موس            | مؤرخة طبيعية                     |
| أيهوا أونج            | عالم أنثروبولوجيا                |
| ديرك أوبينك           | كاتب كلاسيكي وعالم بردية         |
| نورمان ر. بيس         | عالم الكيمياء الحيوية            |
| سوزان لوري باركس      | كاتب مسرحي                       |
| بروكس بات             | كيميائي فيزيائي                  |
| شياو تشيانغ           | زعيم حقوق الإنسان                |
| جيرالدين سيدو         | عالمة الأحياء الجزيئية           |
| برايت شنغ             | ملحن                             |
| ديفيد سبيرجيل         | عالم الفيزياء الفلكية            |
| جان ستروس             | كاتب سيرة                        |
| جولي سو               | محامية حقوق الإنسان              |
| ديفيد ويلسون          | مؤسس المتحف                      |

### 2002

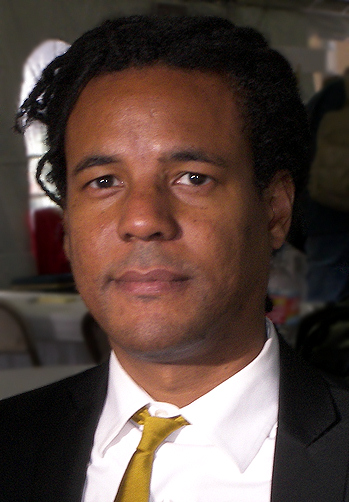
كولسون وايتهيد

| الفائز بالجائزة      | مجال تخصصه                        |
| -------------------- | --------------------------------- |
| دانييل ألين          | عالمة كلاسيكية وخبيرة سياسية      |
| بوني باسلر           | عالمة الأحياء الجزيئية            |
| ن. م. بلير           | مؤرخة فكرية                       |
| كاثرين بو            | صحفية                             |
| بول جينسبارج         | فيزيائي                           |
| ديفيد ب. غولدشتاين   | متخصص في الحفاظ على الطاقة        |
| كارين هيس            | كاتبة                             |
| جانين جاغر           | عالمة الأوبئة                     |
| دانيال جورافسكي      | عالم كمبيوتر ولغوي                |
| توبا خضوري           | فنانة                             |
| ليز ليرمان           | مصممة الرقصات                     |
| جورج إي لويس         | عازف الترومبون                    |
| ليزا لو              | فنانة                             |
| إدغار ماير           | عازف جيتار وملحن                  |
| جاك مايلز            | كاتب وعالم كتابي                  |
| إريك موغلر           | عالم أنثروبولوجيا وعالم إثنوغرافي |
| سينديل موليناثان     | خبير اقتصادي                      |
| ستانلي نيلسون        | مخرج أفلام وثائقية                |
| لي آن نيوسوم         | عالِم النباتات القديمة             |
| دانييلا إل روس       | عالمة كمبيوتر                     |
| تشارلز سي ستيدل      | عالم الفلك                        |
| بريان تاكر           | عالم الزلازل                      |
| كاميلو خوسيه فيرغارا | مصور                              |
| بول وينبرج           | كيميائي الغلاف الجوي              |
| كولسون وايتهيد       | كاتب                              |

### 2003

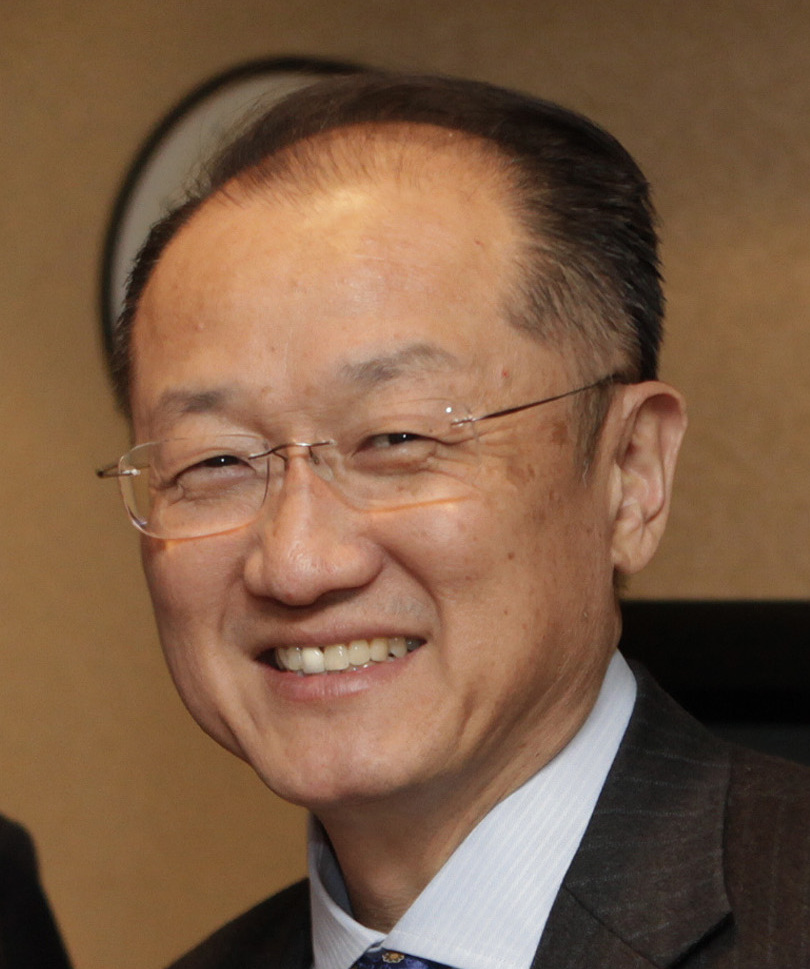
جيم يونغ كيم

| الفائز بالجائزة  | مجال تخصصه                 |
| ---------------- | -------------------------- |
| غيليرنو ألغيز    | عالم آثار                  |
| جيم كولينز       | مهندس الطب الحيوي          |
| ليديا ديفيس      | كاتبة ومترجمة              |
| إريك ديمين       | عالم الكمبيوتر النظري      |
| كورين دوفكا      | باحثة في مجال حقوق الإنسان |
| بيتر جليك        | محلل الحفظ                 |
| اوزفالدو جوليجوف | ملحن                       |
| ديبورا جين       | فيزيائية                   |
| أنجيلا جونسون    | كاتبة                      |
| توم جويس         | حداد                       |
| سارة هـ. كاجان   | ممرضة أمراض الشيخوخة       |
| نيد خان          | فنان ومصمم معارض علمية     |
| جيم يونغ كيم     | طبيب الصحة العامة          |
| نوال محمد نور    | اخصائية نساء وتوليد        |
| ريسبرج           | عالم نبات                  |
| ايمي روزنزويج    | عالم الكيمياء الحيوية      |
| بيدرو أ سانشيز   | مهندس زراعي                |
| لطيفة سيمون      | رائدة تنمية المرأة         |
| بيتر سيس         | رسام                       |
| سارة سزي         | نحات                       |
| حواء تروت باول   | مؤرخة                      |
| أندرس وينروث     | مؤرخ                       |
| ديزي يونغبلود    | فنانة خزف                  |
| شياوي تشوانغ     | عالم فيزياء حيوية          |

### 2004
| الفائز بالجائزة | مجال تخصصه               |
| --------------- | ------------------------ |
| أنجيلا بلشر     | عالمة مواد ومهندسة       |
| جريتشن بيرلاند  | طبيبة ومخرجة أفلام       |
| جيمس كاربنتر    | فنان                     |
| جوزيف ديريسي    | عالم أحياء               |
| كاثرين جوتليب   | قائدة الرعاية الصحية     |
| ديفيد جرين      | مبتكر نقل التكنولوجيا    |
| ألكسندر شيمون   | كاتب                     |
| هيذر هيرست      | رسامة أثرية              |
| إدوارد ب. جونز  | كاتب                     |
| جون كام         | ناشط حقوقي               |
| دافني كولر      | عالمة كمبيوتر            |
| نعومي ليونارد   | مهندس                    |
| تومي ليندسي     | مدرب المناظرات المدرسية  |
| رويبين مارتينيز | رجل أعمال وناشط          |
| ماريا مافرودي   | مؤرخة                    |
| فامسي موثا      | طبيب وعالم أحياء حسابي   |
| جودي بفاف       | نحات                     |
| أمينة روبنسون   | فنانة                    |
| ريجنالد روبنسون | عازف البيانو والملحن     |
| شيريل روجوفسكي  | مزارع                    |
| ايمي سميث       | مخترعة ومهندسة ميكانيكية |
| جولي ثيريوت     | عالمة ميكروبيولوجي       |
| سي دي رايت      | شاعر                     |

2005

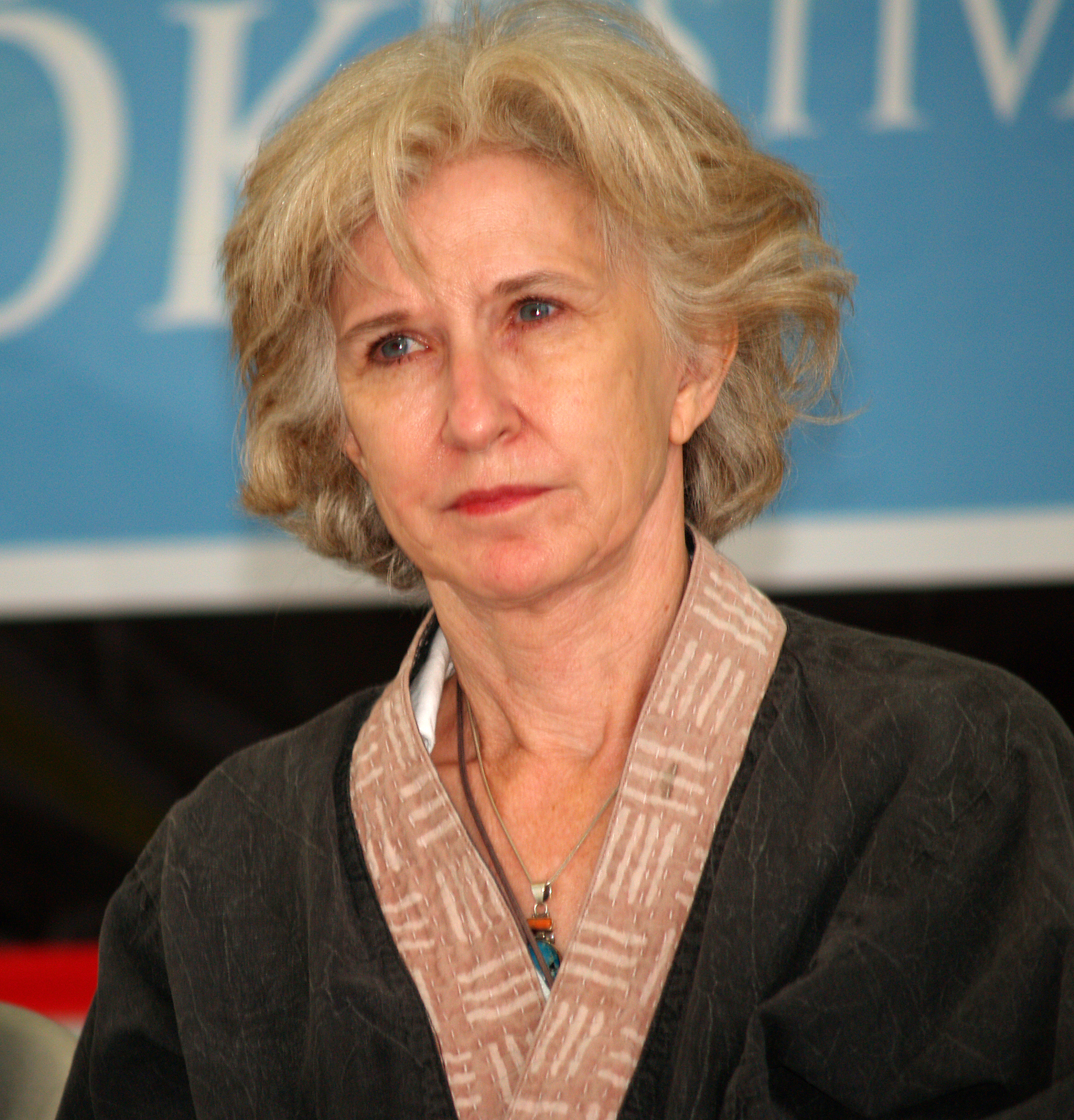
ك. د. رايت

مارين السوب، قائدة سيمفونية تيد أميس، صياد، عالم أحياء بحرية تيري بيلانجر، أخصائي ترميم الكتب النادرة إيديت بلزبيرج، مخرجة أفلام وثائقية ماجورا كارتر، استراتيجي تنشيط المناطق الحضرية لو تشين، عالم الأعصاب مايكل كوهين، صيدلي جوزيف كيرتن، صانع كمان آرون دوركين، معلم موسيقى تيريسيتا فرنانديز، نحات كلير جوماشل، مهندس ليزر الشلال الكمي سو غولدي، طبيبة وباحثة ستيفن جودمان، عالم أحياء الحفظ بير هاربوري، عالم الكيمياء الحيوية نيكول كينج، عالمة الأحياء الجزيئية جون كلينبرج، عالم الكمبيوتر جوناثان ليثيم، روائي مايكل مانغا، عالم جيوفيزيائي تود مارتينيز، الكيميائي النظري جولي ميهريتو، رسام كيفن إم مورفي، خبير اقتصادي Olufunmilayo Olopade ، طبيب وباحث فضل شيخ مصور إميلي طومسون، مؤرخة سمعية مايكل والش، متخصص انبعاثات المركبات
| الفائز بالجائزة | مجال تخصصه |
| --------------- | ---------- |

2006
ديفيد كارول، مؤلف ورسام عالم الطبيعة ريجينا كارتر، عازفة كمان الجاز كينيث سي كاتانيا، عالم الأعصاب ليزا كوران، الغابات الاستوائية كيفن إيجان، عالم أحياء جيم فروخترمان، تقني، الرئيس التنفيذي لشركة Benetech أتول جواندي، جراح ومؤلف ليندا جريفيث، مهندس بيولوجي فيكتوريا هيل، الرئيس التنفيذي لشركة OneWorld Health أدريان نيكول لوبلانك، صحفي ومؤلف ديفيد ماكولاي، مؤلف ورسام جوشيا ماكلهيني، نحات هولمز مورتون، طبيب جون أ.ريتش، طبيب جينيفر ريشيسون، أخصائية نفسية اجتماعية سارة رويل، كاتبة مسرحية جورج سوندرز، كاتب قصة قصيرة آنا شوليت، فنانة تذكارية شهزية اسكندر، رسام تيرينس تاو، عالم رياضيات كلير جيه توملين، مهندس طيران لويس فون آن، عالم الكمبيوتر إديث ويدر، مستكشفة أعماق البحار ماتياس زالدارياغا، عالم الكونيات جون زورن، ملحن وموسيقي
| الفائز بالجائزة | مجال تخصصه |
| --------------- | ---------- |

2007
ديبورا بيال، خبيرة استراتيجية في مجال التعليم بيتر كول، مترجم، شاعر، ناشر ليزا كوبر، طبيبة الصحة العامة روث ديفريز، الجغرافيّة البيئيّة مرسيدس دوريتي، عالم أنثروبولوجيا الطب الشرعي ستيوارت ديبك، كاتب قصة قصيرة مارك إدواردز، مهندس جودة المياه مايكل Elowitz ، عالم الأحياء الجزيئية شاول جريفيث، مخترع سفين هاكنسون، أمين متحف ألوتيق، عالم أنثروبولوجيا، عالم الحفاظ على البيئة كوري هاريس، موسيقي البلوز شيريل هاياشي، عالمة أحياء حرير العنكبوت My Hang V. Huynh ، الكيميائي كلير كريمين، عالمة أحياء الحفظ ويتفيلد لوفيل، رسام وفنان تركيب يوكي ماتسوكا، أخصائي علم الأعصاب لين نوتاج، كاتب مسرحي مارك روث، عالم الطب الحيوي بول روثيموند، متخصص في تكنولوجيا النانو جاي روبنشتاين، مؤرخ العصور الوسطى جوناثان شاي، طبيب نفسي وكلاسيكي جوان سنايدر، رسام داون أبشو، مطرب شين وي، مصممة الرقصات
| الفائز بالجائزة | مجال تخصصه |
| --------------- | ---------- |

2008
شيماندا نغوزي أديتشي، روائية ويل ألين، مزارع حضري ريجينا بنيامين، طبيبة أسرة ريفية كيرستن بومبليز، عالمة وراثة نباتات تطورية تارا دونوفان، فنانة أندريا جيز ، عالمة الفيزياء الفلكية ستيفن دي هيوستن ، عالم أنثروبولوجيا ماري جاكسون ، وحائك ونحات ليلى جوزيفوفيتش ، عازفة كمان أليكسي كيتاييف ، فيزيائي والتر كيتوندو ، صانع الآلات والملحن سوزان مانجو ، عالمة الأحياء التطورية ديان إي ماير ، أخصائي أمراض الشيخوخة ديفيد ر.مونتغمري ، جيومورفولوجي جون أوتشيندورف ، مهندس ومؤرخ معماري بيتر برونوفوست ، طبيب العناية المركزة آدم ريس ، عالم فيزياء فلكية أليكس روس ، ناقد موسيقي وفاء الصدر اخصائية الامراض المعدية نانسي سيراسي ، مؤرخة الطب مارين Soljači ، فيزيائية بصرية سالي تمبل ، عالم أعصاب جينيفر تيبتون ، مصممة إضاءة المسرح راشيل ويلسون ، أخصائية علم الأحياء العصبية التجريبية ميغيل زينون ، عازف الساكسفون والملحن
| الفائز بالجائزة | مجال تخصصه |
| --------------- | ---------- |

2009
لينسي أداريو ، مصورة صحفية مانيش أغراوالا ، تقني رؤية حاسوبية تيموثي باريت ، صانع الورق مارك برادفورد ، فنان وسائط مختلطة إدويدج دانتيكات ، روائي راكسترو داونز ، رسام إستر دوفلو ، خبير اقتصادي ديبورا أيزنبرغ ، كاتبة قصة قصيرة لين هي ، عالم الأحياء الجزيئية بيتر Huybers ، عالم المناخ جيمس لونجلي ، صانع أفلام مهاديفان ، عالم رياضيات تطبيقية هيذر ماكهيو ، شاعر جيري ميتشل ، مراسل استقصائي ريبيكا أوني ، مبتكر الخدمات الصحية ريتشارد بروم ، عالم الطيور جون أ. روجرز ، عالم فيزياء تطبيقية إلين ساكس ، محامية الصحة العقلية جيل سيمان ، طبيبة الأمراض المعدية بيث شابيرو ، عالم الأحياء التطوري دانيال سيجمان ، عالم الكيمياء الحيوية ماري تينيتي ، طبيبة الشيخوخة كاميل أوتيرباك ، فنان رقمي ثيودور زولي ، مهندس الجسور
| الفائز بالجائزة | مجال تخصصه |
| --------------- | ---------- |

2010
امير أبو شعير مدرس فيزياء جيسي ليتل دو بيرد ، الحفاظ على لغة وامبانواغ وإحيائها كيلي بينوا بيرد ، عالمة أحياء بحرية نيكولاس بنسون ، نحت الحجر درو بيري ، رسام الرسوم المتحركة الطبية الحيوية كارلوس دي بوستامانتي ، عالم الوراثة السكانية ماثيو كارتر ، مصمم الكتابة ديفيد كرومر ، مخرج وممثل مسرحي جون دابيري ، عالم فيزياء حيوية شانون لي داودي ، عالم أنثروبولوجيا أنيت جوردون ريد ، مؤرخة أمريكية Yiyun Li ، كاتب روائي ميشال ليبسون ، فيزيائية بصرية نيرجيس مافالفالا ، عالم الفيزياء الفلكية الكمومية جيسون موران ، عازف بيانو وموسيقى الجاز كارول بادين ، لغوية لغة الإشارة خورخي باردو ، فنان تركيب سيباستيان روث ، عازف كمان وعازف كمان ومعلم موسيقى إيمانويل سايز ، خبير اقتصادي ديفيد سيمون ، مؤلف وكاتب سيناريو ومنتج دون سونغ ، أخصائي أمن الكمبيوتر مارلا سبيفاك ، عالمة حشرات إليزابيث ترك ، نحات
| الفائز بالجائزة | مجال تخصصه |
| --------------- | ---------- |

2011
جاد أبومراد ، مقدم البرامج والمنتج الإذاعي ماري تيريز كونولي ، محامية حقوق مسنة رولاند فراير ، خبير اقتصادي جين جانج ، مهندس معماري Elodie Ghedin ، عالم الطفيليات وعالم الفيروسات ماركوس جرينير ، فيزيائي المادة المكثفة كيفن جوسكيويتش ، باحث في الطب الرياضي بيتر هيسلر ، صحفي طويل تيا مايلز ، مؤرخة عامة ماثيو نوك ، عالم نفس إكلينيكي فرانسيسكو نونيز ، قائد الكورال والملحن سارة أوتو ، عالمة وراثة تطورية شويتاك باتيل ، تقني استشعار وعالم كمبيوتر دافنيس برييتو ، عازف جاز وملحن كاي رايان ، شاعر ميلاني سانفورد ، كيميائية عضوية ويليام سيلي ، طبيب أعصاب جاكوب سول ، مؤرخ أوروبي أ. ستالينجز ، شاعر ومترجم أوبالدو فيتالي ، عامل ترميم وصياغة فضة أليسا ويلرستين ، عازفة التشيلو يوكيكو ياماشيتا ، عالم الأحياء التطورية
| الفائز بالجائزة | مجال تخصصه |
| --------------- | ---------- |

2012
ناتاليا المادا ، مخرجة أفلام وثائقية أوتا بارث ، مصور كلير تشيس ، رائدة أعمال فنية وعازفة فلوت راج شيتي ، خبير اقتصادي ماريا تشودنوفسكي ، عالمة رياضيات إريك كولمان ، طبيب الشيخوخة جونوت دياز ، كاتب روائي ديفيد فينكل ، صحفي أوليفييه جويون ، عالم فيزياء بصرية وعالم فلك إليسا هاليم ، أخصائية علم الأعصاب An-My Lê ، مصور سركيس مازمانيان ، عالم الأحياء الدقيقة الطبية ديناو مينجيستو ، كاتب موريس ليم ميلر ، مبتكر الخدمات الاجتماعية ديلان سي بنينجروث ، مؤرخ تيري بلانك ، جيوكيميائي لورا بويتراس ، مخرجة أفلام وثائقية نانسي رباليه ، عالمة بيئة بحرية Benoît Rolland ، صانع آلات وترية القوس دانيال سبيلمان ، عالم كمبيوتر ميلودي شوارتز ، مهندس بيولوجي كريس ثيل ، عازف مندولين وملحن بنيامين وارف ، جراح أعصاب
| الفائز بالجائزة | مجال تخصصه |
| --------------- | ---------- |

2013
كايل أبراهام ، مصممة رقصات وراقصة دونالد أنتريم ، كاتب فيل باران ، كيميائي عضوي C. Kevin Boyce ، عالم الحفريات القديمة جيفري برينر ، طبيب الرعاية الأولية كولين كامرير ، خبير اقتصادي سلوكي جيريمي دينك ، عازف بيانو وكاتب أنجيلا دكوورث ، عالم نفس البحث كريج فيني ، عالم مواد روبن فليمينغ ، مؤرخ العصور الوسطى كارل هابر ، أخصائي حفظ الصوت فيجاي إيير ، عازف بيانو وموسيقى الجاز دينا قتابي ، عالمة كمبيوتر جولي ليفينغستون ، مؤرخة الصحة العامة وعالمة الأنثروبولوجيا ديفيد لوبيل ، عالم البيئة الزراعية تاريل ألفين مكراني ، كاتب مسرحي سوزان ميرفي ، إحصائية شيلا نيرنبرغ ، عالمة أعصاب أليكسي راتمانسكي ، مصمم الرقصات آنا ماريا ري ، فيزيائية ذرية كارين راسل ، كاتبة روائية سارة سيجر ، عالمة الفيزياء الفلكية مارجريت ستوك محامية الهجرة كاري ماي ويمز ، مصورة وفنانة فيديو
| الفائز بالجائزة | مجال تخصصه |
| --------------- | ---------- |

2014
دانييل باسيت ، فيزيائية أليسون بيشديل ، رسامة كاريكاتير وكاتبة مذكرات مصورة ماري ل. بونوتو ، محامية الحقوق المدنية تامي بوند ، مهندس بيئي ستيف كولمان ، مؤلف موسيقى الجاز وعازف الساكسفون سارة دير ، باحثة قانونية وداعية جينيفر إبرهارت ، أخصائية نفسية اجتماعية كريج جينتري ، عالم كمبيوتر ترانس هايز ، شاعر جون هينبيرجر ، مدافع عن الإسكان مارك هيرسام عالم مواد صموئيل دي هانتر ، كاتب مسرحي باميلا لونغ ، مؤرخة العلوم والتكنولوجيا ريك لوي ، فنان عام جاكوب لوري ، عالم رياضيات خالد مطاوع مترجم وشاعر جوشوا أوبنهايمر ، مخرج أفلام وثائقية Ai-jen Poo ، منظم عمالة جوناثان راب ، محامي جنائي تارا زهرة ، مؤرخة أوروبا الحديثة Yitang Zhang ، عالم رياضيات
| الفائز بالجائزة | مجال تخصصه |
| --------------- | ---------- |

2015
باتريك أواه ، رائد أعمال في مجال التعليم كارتيك شاندران ، مهندس بيئي Ta-Nehisi Coates ، صحفي وكاتب مذكرات غاري كوهين ، مدافع عن الصحة البيئية ماثيو ديزموند ، عالم اجتماع وليام ديشتيل ، كيميائي ميشيل دورانس ، راقصة النقر ومصممة الرقصات نيكول ايزنمان ، رسام لاتويا روبي فرايزر ، مصور وفنان فيديو بن ليرنر ، كاتب ميمي ليان ، مصممة الديكور لين مانويل ميراندا ، كاتب مسرحي وكاتب أغاني وفنان ديميتري ناكاسيس ، كلاسيكي جون نوفمبر ، عالم الأحياء الحسابي كريستوفر ري ، عالم كمبيوتر مارينا روستو ، مؤرخة خوان سالغادو ، زعيم المجتمع في شيكاغو بيث ستيفنز ، عالم الأعصاب لورينز ستودر ، عالم أحياء الخلايا الجذعية أليكس ترويسديل ، مصمم باسل تويست ، محرك الدمى إلين براينت فويجت ، شاعر هايدي ويليامز ، خبير اقتصادي بيدونغ يانغ ، الكيميائي غير العضوي
| الفائز بالجائزة | مجال تخصصه |
| --------------- | ---------- |

2016
Ahilan Arulanantham ، محامي حقوق الإنسان داريل بالدوين ، عالم لغوي ومحافظ على الثقافة آن باستينغ ، فنانة مسرحية ومربية فنسنت فكتو ، نحات براندن جاكوبس جينكينز ، كاتب مسرحي كيلي جونز ، مؤرخة فنية ومنسقة معارض سوبهاش خط ، عالم الكمبيوتر النظري جوش كون ، مؤرخ ثقافي ماجي نيلسون ، كاتبة ديان نيومان ، عالمة ميكروبيولوجي فيكتوريا أورفان ، عالم جيولوجيا مانو براكاش ، عالم الأحياء الفيزيائية والمخترع José A. Quiñonez ، مبتكر الخدمات المالية كلوديا رانكين ، شاعرة لورين ريدنيس ، فنانة وكاتبة ماري ريد كيلي ، فنانة فيديو ريبيكا ريتشاردز-كورتوم ، مهندس بيولوجي جويس جيه سكوت ، صانع مجوهرات ونحات سارة ستيلمان ، صحفية طويلة بيل ثيس ، عالم الكمبيوتر جوليا وولف ، ملحن جين لوين يانغ ، روائي مصور جين تشيوان يو ، كيميائي تركيبي
| الفائز بالجائزة | مجال تخصصه |
| --------------- | ---------- |

2017
نجيديكا أكونيلي كروسبي ، رسام سونيل أمريث ، مؤرخ جريج آسبيد ، استراتيجي حقوق الإنسان آني بيكر ، كاتب مسرحي ريجينا برزيلاي ، عالمة كمبيوتر داود بك مصور إيمانويل كانديس ، عالم رياضيات وإحصائي جيسون دي ليون ، عالم أنثروبولوجيا ريانون جيدنز ، موسيقي نيكول هانا جونز ، صحفي كريستينا خيمينيز موريتا ، ناشطة تايلور ماك ، فنان أداء رامي النشاشيبي ، زعيم مجتمعي فيت ثانه نجوين ، كاتب كيت أورف ، مهندسة المناظر الطبيعية تريفور باجلين ، فنان بيتسي ليفي بالوك ، أخصائية نفسية ديريك بيترسون ، مؤرخ ديمون ريتش ، مصمم ومخطط حضري ستيفان سافاج ، عالم الكمبيوتر يوفال شارون ، مدير الأوبرا تايشون سوري ، ملحن غابرييل فيكتورا ، اختصاصي المناعة جيسمين وارد ، كاتب
| الفائز بالجائزة | مجال تخصصه |
| --------------- | ---------- |

2018
ماثيو أوكوين ، الملحن والقائد الموسيقي جولي أولت ، فنانة ومنسقة معارض وليام جيه باربر الثاني ، القس كليفورد برانجوين ، مهندس فيزياء حيوية ناتالي دياز ، شاعر ليفيا إس إيبرلين ، كيميائي ديبورا إسترين ، عالمة كمبيوتر ايمي فينكلستين ، خبير اقتصادي صحي جريج غونسالفيس ، مدافع عن الصحة العالمية فيجاي جوبتا ، موسيقي بيكا هيلر ، محامية راج جايادف ، منظم مجتمعي تيتوس كافار ، رسام جون كين ، كاتب كيلي لينك ، كاتب دومينيك موريسو ، كاتب مسرحي أوكوي أوكبوكواسيلي ، مصممة الرقصات كريستينا أولسون ، عالمة نفس ليزا باركس ، باحثة إعلامية ريبيكا ساندفور ، باحثة قانونية ألان سلاي ، عالم رياضيات سارة ت. ستيوارت موخوبادهياي ، جيولوجي وو تسانغ ، صانع أفلام وفنان أداء دوريس تساو ، عالمة أعصاب كين وارد جونيور ، صحفي استقصائي
| الفائز بالجائزة | مجال تخصصه |
| --------------- | ---------- |

2019
إليزابيث س. أندرسون ، فيلسوفة سوجاتا باليجا ، محامية ليندا باري ، رسامة كاريكاتير ميل تشين ، فنان دانييل سيترون ، باحثة قانونية ليزا دوجارد ، مصلح العدالة الجنائية آني دورسن ، فنانة مسرحية أندريا داتون ، عالم المناخ القديم جيفري جيبسون ، فنان ماري هالفورسون ، عازفة جيتار السيدية هارتمان ، عالم أدبي والتر هود ، فنان عام ستايسي جوبيتر ، عالمة بحرية زاكاري ليبمان ، عالم أحياء النبات فاليريا Luiselli ، كاتب كيلي ليتل هيرنانديز ، مؤرخة سارة ميشيلسون ، مصممة رقصات جيفري آلان ميلر ، عالم أدبي جيري العاشر ميتروفيتشا ، الجيوفيزيائي النظري إيمانويل برات ، مصمم حضري كاميرون رولاند ، فنان فانيسا روتا ، عالمة أعصاب جوشوا تينينباوم ، عالم إدراكي جيني تونج ، عالمة الأنثروبولوجيا التطورية Ocean Vuong ، كاتب إميلي ويلسون ، كلاسيكي ومترجم
| الفائز بالجائزة | مجال تخصصه |
| --------------- | ---------- |

2020
إشعياء أندروز ، خبير اقتصادي تريسي ماكميلان كوتوم ، عالمة اجتماع وكاتبة وباحثة عامة بول Dauenhauer ، مهندس كيميائي نيلز إلد ، عالم الوراثة التطورية داميان فير ، عالم الأعصاب الإدراكي لاريسا فاست هورس ، كاتب مسرحي كاثرين كولمان فلاورز ، مدافعة عن الصحة البيئية ماري إل جراي ، عالم أنثروبولوجيا وباحث إعلامي ن. جيميسين ، كاتب خيال تخميني رالف ليمون ، فنان بولينا في ليشكو ، عالمة الأحياء الخلوية والتنموية توماس ويلسون ميتشل ، باحث في قانون الملكية ناتاليا مولينا ، مؤرخة أمريكية فريد موتين ، الشاعر والمنظر الثقافي كريستينا ريفيرا جارزا ، كاتبة روائية سيسيل ماكلورين سالفانت ، مغنية وملحن مونيكا شلاير سميث ، فيزيائية تجريبية محمد ر. سيد سايامدوست ، كيميائي بيولوجي فورست ستيوارت ، عالم اجتماع نانفو وانغ ، مخرج أفلام وثائقية جاكلين وودسون ، كاتبة
| الفائز بالجائزة | مجال تخصصه |
| --------------- | ---------- |

2021
حنيف عبد الرقيب ، ناقد موسيقي وكاتب مقالات وشاعر دانيال الاركون ، كاتب ومنتج إذاعي مارسيلا السان ، طبيبة اقتصادية تريفور بيدفورد ، عالم الفيروسات الحسابي ريجينالد دواين بيتس ، شاعر ومحامي جوردان كاستيل ، رسام دون مي تشوي ، شاعر ومترجم إبراهيم سيسي ، عالم الفيزياء الحيوية الخلوية نيكول فليتوود ، مؤرخة فنية ومنسقة معارض كريستينا إيبارا ، مخرجة أفلام وثائقية إبرام العاشر كندي ، مؤرخ وناقد ثقافي أمريكي دانيال ليند راموس ، نحات ورسام مونيكا مونيوز مارتينيز ، مؤرخة عامة ديزموند ميد ، ناشط في مجال الحقوق المدنية جوشوا ميلي ، مصمم التكنولوجيا التكيفية ميشيل مونجي ، طبيبة أعصاب وأخصائية أورام عصبية صفية نوبل ، باحثة في الإعلام الرقمي جي تايلور بيرون ، جيومورفولوجي أليكس ريفيرا ، مخرج سينمائي وفنان إعلامي ليزا شولت مور ، عالمة بيئة المناظر الطبيعية جيسي شابيرو ، عالم الاقتصاد الجزئي التطبيقي جاكلين ستيوارت ، باحثة في دراسات السينما ومنسقة معارض Keeanga-Yamahtta Taylor ، مؤرخ فيكتور جيه توريس ، عالم ميكروبيولوجي Jawole Willa Jo Zollar ، مصمم رقصات ورائد أعمال رقص
| الفائز بالجائزة | مجال تخصصه |
| --------------- | ---------- |